# Bezirksverwaltung für Staatssicherheit Halle
Die Bezirksverwaltung für Staatssicherheit Halle (abgekürzt: BVfS Halle) war eine regionale Außenstelle des Ministeriums für Staatssicherheit in der Deutschen Demokratischen Republik, gemeinhin bekannt als „Stasi“. Der Hauptsitz befand sich seit 1971 in Halle-Neustadt am Gimritzer Damm. Zuletzt arbeiteten dort 3.170 hauptamtliche Mitarbeiter, 750 davon im operativen Dienst. Hinzu kamen 11.089 inoffizielle Mitarbeiter. Gemessen an der Zahl ihrer 23 Kreisdienststellen war sie die größte Bezirksverwaltung für Staatssicherheit in der DDR.
Die BVfS Halle wurde 1952 im Zuge einer Verwaltungsreform gegründet und war bis zu ihrer Auflösung Ende 1989 tätig. Neben repressiven Überwachungsmaßnahmen gegen die Bevölkerung zählte die Vertuschung von Umweltbelastungen durch die Kombinate des Chemie-Dreiecks (Buna, Leuna, Bitterfeld) zu ihren Haupttätigkeitsfeldern. Eine weitere Aufgabe war die Umsetzung der Direktive 1/67, die im Mobilmachungsfall die Überführung oppositioneller DDR-Bürger in Isolierungs- und Internierungslager vorsah. Zuständig war sie auch für die Spionage in Teilen der Bundesrepublik (Niedersachsen, unter anderem in Borkum, Emden sowie Aurich, und Baden-Württemberg, unter anderem in Stuttgart). Die BVfS Halle war auch sehr aktiv in Bezug auf die zahlreichen Besuche Hans-Dietrich Genschers in seiner Heimat.
Nach der Besetzung am 5. Dezember 1989 durch Teilnehmer der Montagsdemonstrationen verlor die Bezirksverwaltung ihre Funktion. Als Besonderheit wurde 1992 eine Liste mit den Klar- und den Decknamen von 4.500 Inoffiziellen Mitarbeitern der BVfS Halle publiziert; diese wurde u. a. in der Bild-Zeitung gedruckt.
Das ehemalige Hauptgebäude wurde von 1995 bis 2016 vom Finanzamt genutzt. Seit seinem Leerstand wird nach einer Möglichkeit für eine langfristige Nachnutzung gesucht. Ein Nebengebäude beherbergt seit 1992 die Außenstelle Halle des Bundesarchivs mit etwa 7000 laufenden Metern an Unterlagen.

## Standort

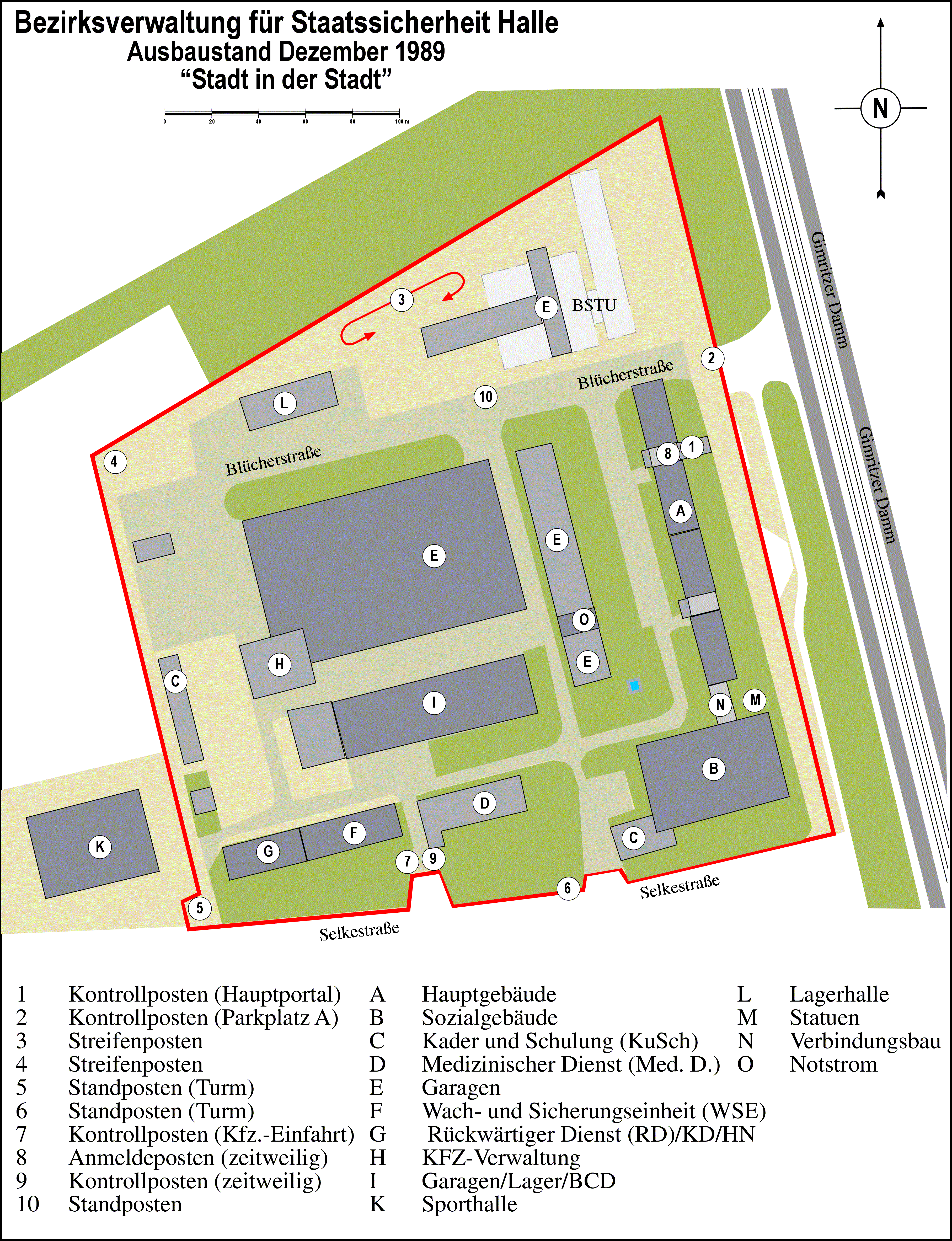
Plan der BVfS Halle, Ausbaustand 1989, mit Posten für den Verteidigungsfall

### Lage und Vorgeschichte
Die BVfS Halle (Saale) befand sich zunächst am Robert-Franz-Ring in Halle. Im Jahr 1971 zog sie auf das etwa 8 bis 10 Hektar große Grundstück zwischen Halle und Halle-Neustadt am Gimritzer Damm um. Die Bauten der Bezirksverwaltung wurden auf einer Höhe von 78 m westlich der Peißnitzinsel errichtet. Der Gebäudekomplex befand sich auf einer Stelle, die auf fast gleicher Höhe über der Saale-Aue, direkt gegenüber der etwa 850 m entfernten Burg Giebichenstein (87 m), einer 961 erstmals genannten Burganlage, liegt.
Schon durch ihre Lage an der nordwestlichen Ecke von Halle-Neustadt war die BVfS für die beiden Städte Halle und Halle-Neustadt zuständig, was im Laufe der Zeit durch die Unterstellung von drei Kreisdienststellen realisiert wurde. Dabei hatte die Kreisdienststelle Halle ihren Sitz im Zentrum der Altstadt der Bezirkshauptstadt Halle. Diese wurde von 1954 bis 1973 unter der Bezeichnung „KD Halle-Saalkreis“ geführt und 1973 in die „KD Halle“ und die „KD Saalkreis“ getrennt. Dienstort der KD Saalkreis wurde ein separates Gebäude in der Dr.-Richard-Sorge-Str. 18/19 auf dem gemeinsamen Grundstück mit der KD Halle. Als Besonderheit verfügte die „KD Saalkreis“ über keine Kreisstadt. Diese Neugliederungen wurden durch das stetige Ansteigen der Einwohnerzahl infolge des Baus der Chemiearbeiterstadt Halle-Neustadt seit 1964 verursacht. Halle-Neustadt war das größte geschlossene städtebauliche Vorhaben der DDR. Die im August 1968 gegründete Operativgruppe (OG) Halle-Neustadt wurde ab 1971 im Gebäude der Bezirksverwaltung Halle am Gimritzer Damm untergebracht. Im Jahr 1973 wurde aus der bisherigen Operativgruppe die „KD Halle-Neustadt“ gebildet, die sich weiterhin am Gimritzer Damm befand. Obwohl das Gelände der BVfS Halle eine eigene „Stadt in der Stadt“ bildete, war es auf dem offiziellen Stadtplan von Halle nicht eingezeichnet.

### Bauten

Ehemaliges Hauptgebäude der BVfS (links) und Verwaltungsbau der BSTU (rechts), 2024

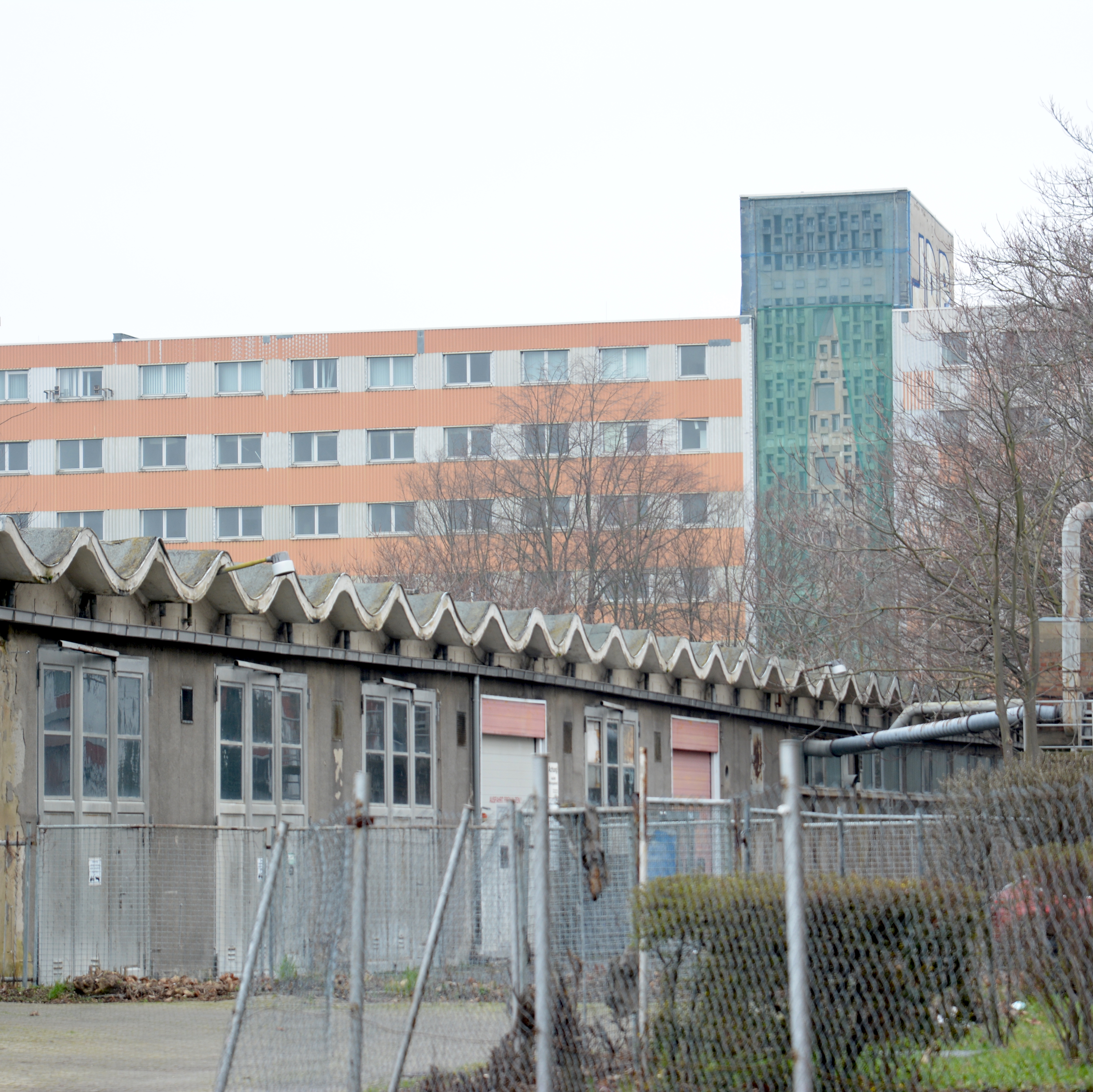
Garagen für LKW oder Schützenpanzerwagen im Innenhof, 2024

Der Gesamtkomplex der Bauten wurde als Baudenkmal mit der Objektnummer 09418799 definiert. Auf dem etwa 8 Hektar großen ehemals eingezäunten Gelände der BVfS Halle gab es neben den Verwaltungsgebäuden einige Funktionsgebäude für ein medizinisches Zentrum mit Ärzten, Zahnärzten sowie einer Röntgenabteilung, weiterhin Bauten für einen Friseur, eine Sauna und in größerer Zahl Garagen für Pkw, Lkw und Schützenpanzerwagen. Dazu kamen eine eigene Autowerkstatt und mehrere Gebäude der Abteilung „Kader und Schulung“ (KuSch). Das meiste sind im Original erhaltene Mehrzweckgeschossbauten vom Typ „Leipzig“ mit charakteristischer Aluminiumverkleidung. Auf dem östlich anschließenden Gelände, außerhalb der Ummauerung, befand sich eine Sporthalle mit Judohalle.
Das Gelände wird an der Ostseite dominiert vom Hauptgebäude mit einer Länge von 130 m, einer Breite von 13,4 m, was bei sieben Etagen und einer Kelleretage einer Fläche von 14.000 Quadratmetern entspricht. Die beiden überdimensionalen Treppenhäuser sind 7 m breit und eine Etage höher als das restliche Bauwerk. Sie befinden sich jeweils in der Mitte der zwei 65 m langen aneinandergesetzten Gebäudeteile. Ein Eingang zum Hauptgebäude befand sich im rechten Turm, der zu DDR-Zeiten mit großen runden weißen Symbolen verziert war. Dieser Haupteingang hatte einstmals eines der längsten Vordächer der DDR, was aber nur dazu diente, den Blick von oben auf den Eingang zu verhindern. Im linken Gebäudeteil sind die ersten fünf Fenster von links in der dritten Etage im originalen Bauzustand vermauert. Am Hauptgebäude ganz rechts außen strahlte ständig Licht aus zwei Fenstern der BVfS, die deshalb im Volksmund die „allwissenden Augen“ genannt wurden.
Auf der linken Seite des Hauptgebäudes befand sich ein weiterer Eingang zu einem Verbindungsbau zum großen Sozialgebäude mit einer Grundfläche von 58 mal 37 m. Daran schloss sich nach Süden ein Bau für „Kader und Schulung“ (KuSch) an, der über einen eigenen Eingang von außen verfügte. Es folgte weiter nach Süden ein kleiner Torbereich mit dem (heute noch erhaltenen) Turm und dann ein großer Torbereich. Das Tor führte zum Gebäude mit dem medizinischen Zentrum (44 × 15 m) auf der rechten Seite und zum fünfstöckigen Gebäude der Wach- und Sicherungseinheit und der Rückwärtigen Dienste (76 × 14,5 m). Der so aufgespannte Winkel umfasst drei große Garagengebäude, von denen das größte 110 × 65 m groß ist, das zweitgrößte 110 × 25 m und das dritte etwa 100 × 15 m. Weitere ehemalige Lagerhallen, Garagen oder Schulungsräume wurde mittlerweile abgerissen. Etwas versetzt in der Verlängerung des Hauptgebäudes steht das 50 × 12 m große Gebäude der BStU und dahinter das 42 × 42 m große zugehörige Archivgebäude.
Auf dem Gelände befindet sich eine bis heute erhaltene Bar, die bereits in den 1980er Jahren für betriebsinterne Feierlichkeiten verwendet wurde.
Die BVfS Halle verfügte im Jahr 1989 über Ferienobjekte in Alexisbad (MfS-Ferienheim „Habichtstein“) sowie in Günserode (MfS-Ferienheim „Kapellmühle“). Das Kontingent der BVfS Halle lag 1969 bei 406 Plätzen, während die Auslastung mit 412 Übernachtungen zu 101 Prozent angegeben wurde. 1970 waren es nur 95 Prozent Auslastung (643 Kontingent/609 Auslastung) und 1971 stieg die Auslastung auf 106 Prozent (485 Kontingent/515Auslastung).

### Bewaffnung

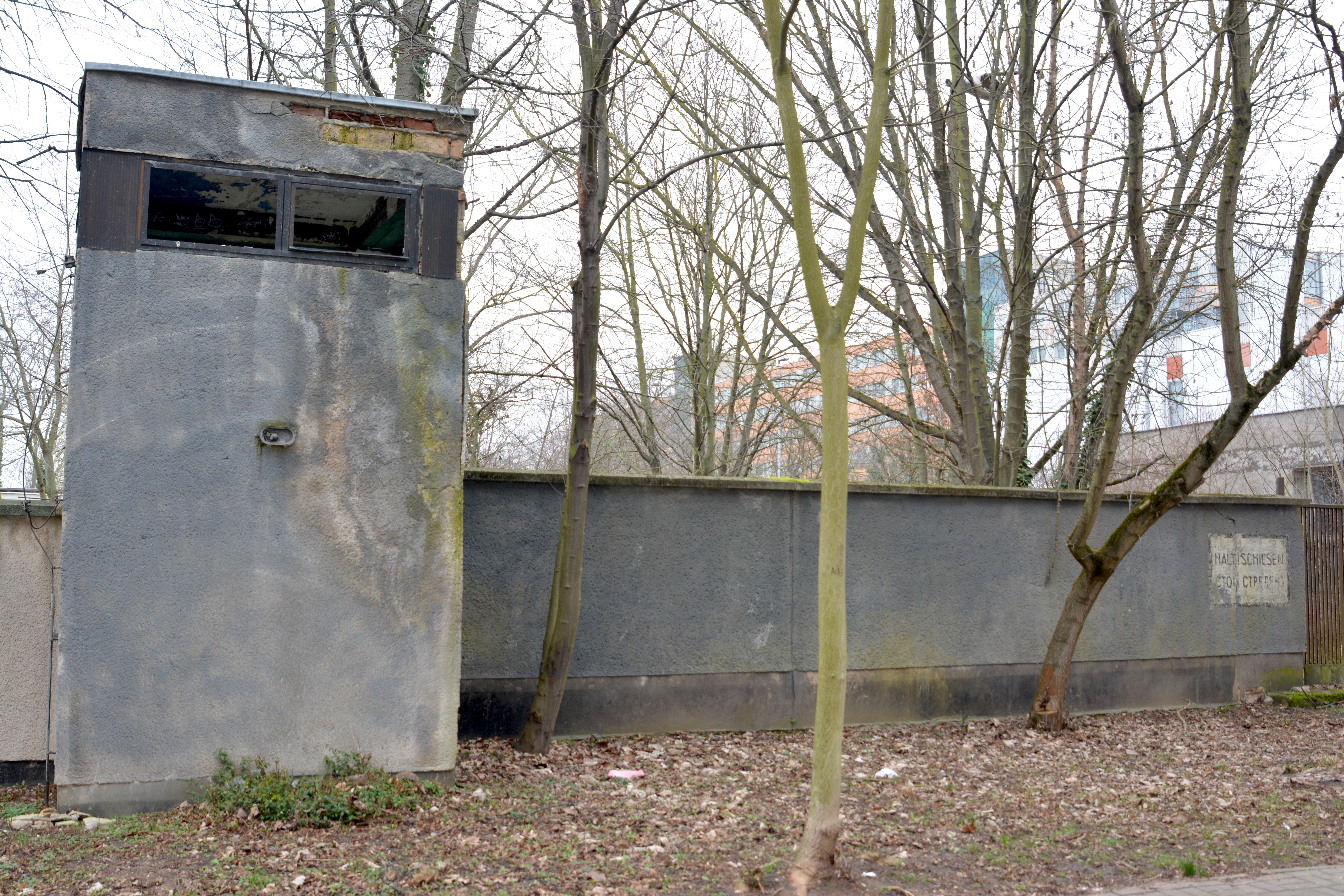
Wachturm, südöstlicher Eingang, 2024

Die BVfS Halle war militärisch durch Mauern und Wachtürme sehr gut abgesichert. Einer der Gründe dafür könnte in der Verhinderung von Stürmungen durch das Volk wie 1953 gelegen haben. Nach der erfolgreichen und langwierigen Besetzung der SED-Zentrale in Halle durch Demonstranten während des Aufstandes vom 17. Juni 1953 wurden zur Verteidigung der BVfS Halle im Krisenfall sehr konkrete Pläne erarbeitet. Über die im Fall der sogenannten „verstärkten Sicherung“ bzw. „Verteidigung“ vorgesehenen Standorte der Bewacher und deren notwendige Bewaffnung liegen detaillierte Listen und Pläne vor. Danach soll es 20.911 Maschinenpistolen (Wieger) mit über 9 Millionen Schuss Munition, 3163 Maschinengewehre, 120 Scharfschützengewehre, 834 Flak-MG, 30 Zwillingsflaks, 42 Schützenpanzerwagen gegeben haben. Die Zahl der Handgranaten wird mit 3400 beziffert. Unterschieden wurde nach Innensicherung, Außensicherung und Bewachung im Verhältnis 1 : 2 : 24.
Die Südseite war mit drei Toröffnungen versehen, weshalb sie mit zwei Wachtürmen gesichert wurde, von denen einer heute noch steht. Die gegenüberliegende Nordseite sollte im Krisenfall durch Streifposten auf der Innenseite der Mauer gesichert werden. Die stabile Energieversorgung der Anlage war durch eine eigene Notstromanlage gewährleistet.
Das Wachregiment „Feliks Dzierzynski“ bestand 1988 aus über 11.000 Mann, die direkt der Arbeitsgruppe des Ministers Erich Mielke unterstanden. Einheiten des „Kommando 1“ des Wachregiments wurden in Berlin-Adlershof wie auch in den Standorten der Bezirksverwaltungen eingesetzt.

## Geschichtlicher Kontext

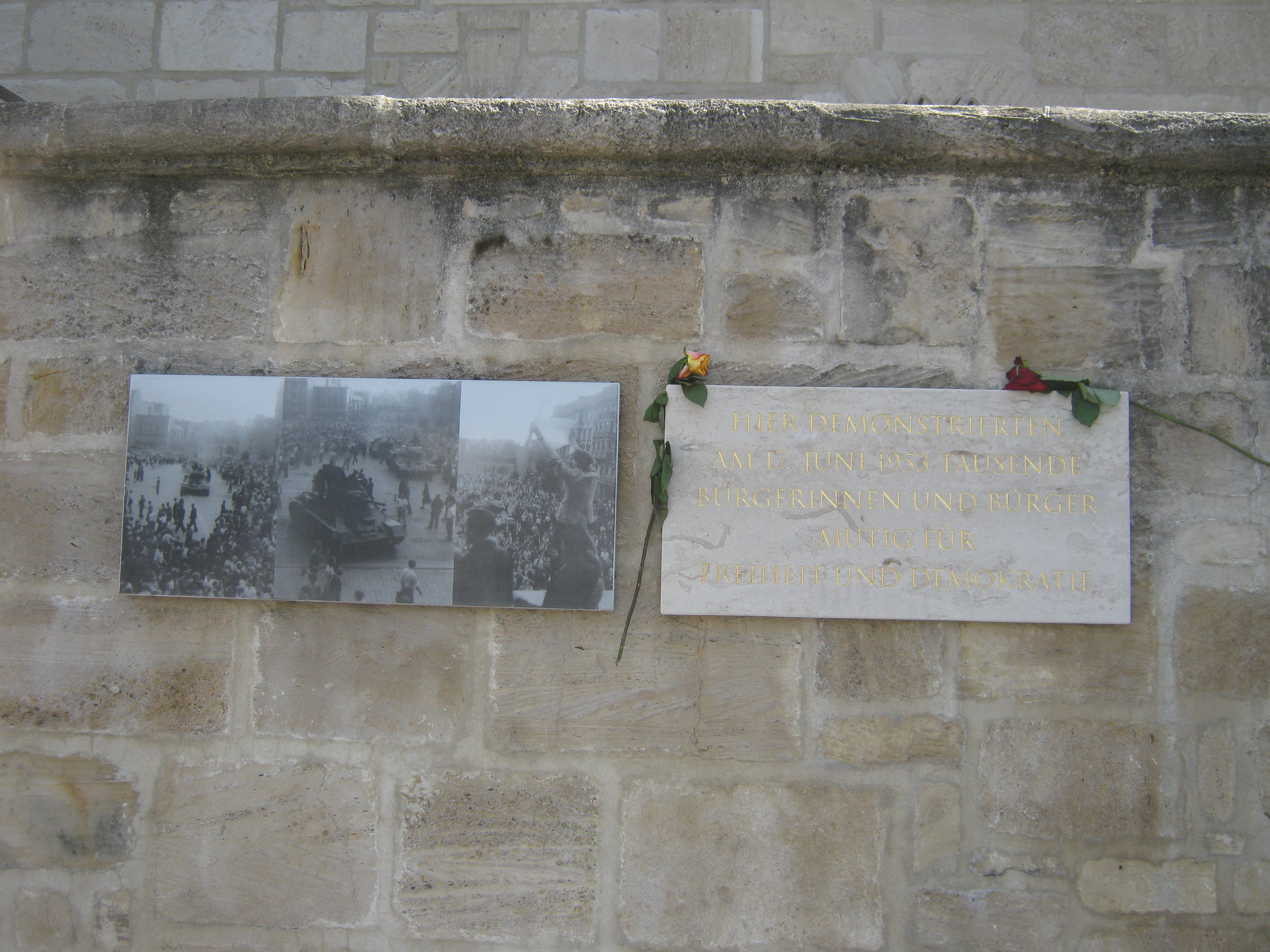
Gedenktafel an den 17. Juni 1953 am Hallmarkt

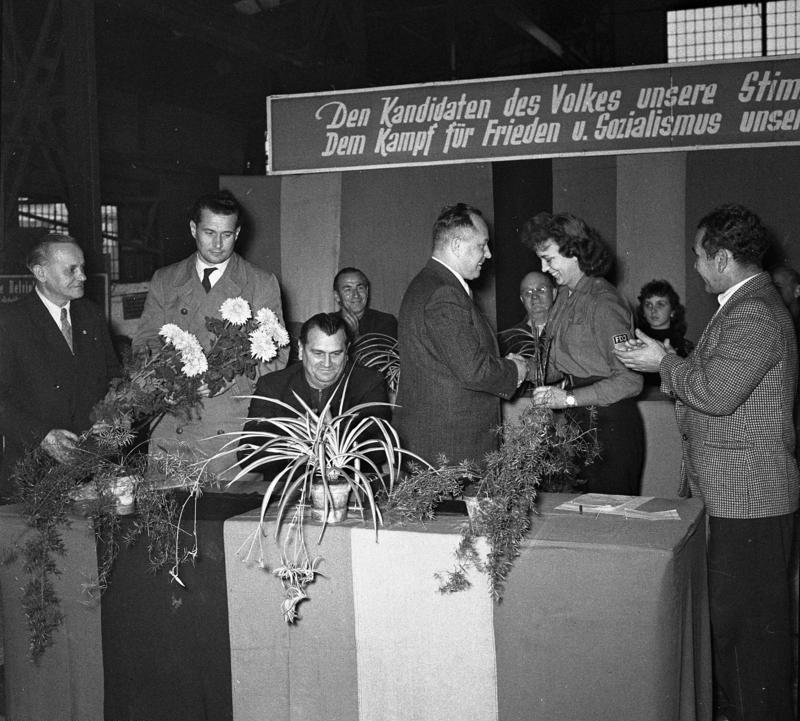
Erich Mielke, 1958 beim Besuch von Halle-Ammendorf

### Vor 1963
1952 wurde im Rahmen einer Verwaltungsreform in der DDR die Bezirksverwaltung Halle des MfS eingerichtet. Insgesamt arbeiteten in der Bezirksverwaltung Halle zuletzt 3.130 hauptamtliche Mitarbeiter, von denen sich 750 im direkten operativen Dienst befanden. Hinzu kommt eine Zahl von etwa 11.089 inoffiziellen Mitarbeitern.
Während des Aufstands am 17. Juni 1953 zählte der Bezirk Halle zu den Zentren des Aufruhrs. „Den Personalchef der Bezirksverwaltung Halle, Franz Hahn, degradierte die Staatssicherheit und versetzte ihn als einfachen Mitarbeiter nach Schwerin, weil er sich am 17. Juni wegen Urlaubs ‚nur kurz auf der Dienststelle sehenlassen‘ hatte und dann wieder gegangen sei.“ Als Demonstranten an dem Tag die SED-Bezirksleitung in Halle stürmten, schlossen sich die Funktionäre aus Angst in ihren Büros ein. Eine Gruppe der Kasernierten Volkspolizei, die das Gebäude wieder unter Kontrolle bringen sollte, scheiterte. Dies setzte später Untersuchungen in Gang. Vor der BVfS am Robert-Franz-Ring wurde gegen 20.15 Uhr auf die Demonstranten geschossen, wobei ein junger Arbeiter starb. Daraufhin löste sich der Demonstrationszug auf.
Gegen den Kunsthistoriker Wolfgang Hütt eröffnete die Bezirksverwaltung Halle bereits 1956 einen „Operativen Vorgang“ wegen „Aufweichungs- und Zersetzungstätigkeit innerhalb der Universität Halle“. Deshalb folgte Hütt dem Ruf des Rektors Professor Johannes Jahn an das Institut für Kunstgeschichte der Universität Leipzig und setzte dort seine wissenschaftliche Arbeit von 1959 bis 1961 als Oberassistent fort. Aber auch in Leipzig ging die Observation durch die Bezirksverwaltung Leipzig weiter und gipfelte im Verdacht der Organisation einer „staatsfeindlichen Gruppenbildung“.

### 1963 bis 1980
Im Jahr 1963 beschloss das Politbüro des Zentralkomitees der SED die Neuerrichtung einer Chemiearbeiterstadt im Industriegebiet Halle-Merseburg-Bitterfeld östlich von Halle. 1964 wurde der Grundstein für das größte geschlossene städtebauliche Vorhaben der DDR gelegt, dem durch einen Erlass des DDR-Staatsrates im Jahr 1967 der Namen „Halle-Neustadt“ zugewiesen wurde. Eine Operativgruppe (OG) „Halle-Neustadt“, die Basis der späteren Kreisdienststelle, wurde im August 1968 gegründet.
Am 6. September 1965 kam es im Bereich der BVfS zu einer „[t]ätliche[n] Auseinandersetzung mit sowjetischen Soldaten in Lossa“.
Am 13. Dezember 1965 kam es zu einem „Schusswechsel der Volkspolizei mit sowjetischem Deserteur in Merseburg“.
1976 Absturz eines GST-Schulflugzeuges in der Nähe der Kindereinrichtung „Goldener Schlüssel“.
1966 eröffnete das Hotel Stadt Halle (ab 1992 Maritim Hotel Halle) als Interhotel. „Das Hotel am damaligen Thälmann-Platz gehörte zu den modernsten in der DDR und sollte vor allem der Unterbringung von Leipziger Messegästen dienen – mit 382 Betten und 950 Plätzen in der Gastronomie.“ Die zweckmäßig eingerichteten Zimmer waren mit Radio und Telefon ausgestattet. Als Hans-Dietrich Genscher 1989 in im Interhotel Halle übernachtete, waren bis zu 100 Stasi-Mitarbeiter im Einsatz. Weigerten sich Mitarbeiter des Hotels als Zuträger für die Staatssicherheit tätig zu werden, führte das oft zu einem vorzeitigen Ende der Karriere. Für den Zutritt zum Hotel „Stadt Halle“ erhielten die Stasimitarbeiter spezielle Berechtigungskarten.
Im Jahr 1976 kam es zur öffentlichen Selbstverbrennung des evangelischen Pfarrers Oskar Brüsewitz (1929–1976) in Zeitz. Am 26. August 1976 wurde Brüsewitz in Rippicha beerdigt. Trotz unterbliebener Veröffentlichung des Beisetzungstermins erschienen rund 400 Personen aus allen Teilen der DDR, wobei die Trauerfeier unter scharfer Beobachtung stand. Die Zufahrtswege nach Rippicha wurden von der Volkspolizei und den Mitarbeitern der Staatssicherheit überwacht. Kritische Auslandsberichterstattung sollte vermieden werden. Dennoch fanden sich Pressevertreter aus dem Westen vor Ort ein. Unter den Teilnehmern waren neben der Familie zahlreiche evangelische und katholische Pfarrer, Manfred Stolpe und Probst Friedrich Wilhelm Bäumer, der auch die letzten Worte sprach.
„Dennoch verfügt die Hallenser Stasi-Bezirksverwaltung über genügend Material im Archiv, um am 17. Juni 1979 den Operativ-Vorgang Ring gegen den unbequemen aber erfolgreichen Wissenschaftler  zu eröffnen.“
1976 wurde Wolf Biermann nach einem Konzert in Köln die Wiedereinreise in die DDR verweigert und er wurde ausgebürgert. Dies führte in Ost- und Westdeutschland zu breiten Protesten, die auch in Form von Graffiti ausgedrückt wurden. Ein solches unvollendetes Graffito zur Ausbürgerung Biermanns wurde in Halle-Neustadt von Mitarbeitern der BVfS untersucht und dokumentiert.

### 1980 bis 1989

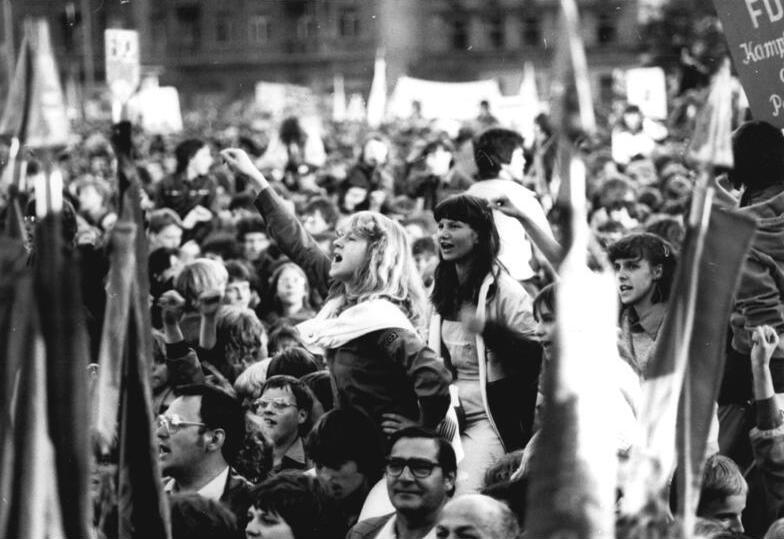
„Friedensmanifestation“ am 20. Mai 1983 auf dem Hallmarkt mit 60.000 Werktätigen

Am 15. Januar 1981 verschwand in Halle-Neustadt ein siebenjähriger Junge, dessen Leiche zwei Wochen später in einem Koffer gefunden wurde. Da sich in dem Koffer noch einige alte Zeitungen mit ausgefüllten Kreuzworträtseln befanden, wurden während der intensiven polizeilichen Untersuchungen in diesem Kreuzworträtselmord über 551.198 Schriftproben systematisch von allen Bewohnern Halle-Neustadts eingeholt. Wenn sich jemand weigerte, seine Schriftprobe freiwillig abzugeben, wurde diese von den Mitarbeitern der Bezirksverwaltung und der Kreisdienststelle Halle des Ministeriums für Staatssicherheit konspirativ beschafft.
Die drei größten DDR-Chemiekombinate „Chemische Werke Buna“, „Leunawerke Walter Ulbricht“ und „Chemiekombinat Bitterfeld“ wurden jeweils als „Objektdienststellen“ (OD) der Stasi allein im Jahr 1989 von 118 hauptamtlichen Mitarbeitern überwacht, zu deren Aufgaben die Vertuschung von Umweltbelastungen gehörte. Ein Störfall im Buna-Werk forderte im Jahr 1985 drei Todesopfer und zahlreiche Verletzte. Die bei der Explosion zerstörte Anlage war über drei Jahre mit einer Ausnahmegenehmigung betrieben worden. Die Gefährdung der Menschen war der Stasi bewusst, so meldete die OD Buna am 7. Januar 1987 „ein Ansteigen der Anzahl von Havarien mit Personenschäden“ und zunehmende Gesundheitsschädigungen durch hochgiftige Stoffe, was die Fluktuation von Arbeitskräften erhöhte. Da die hohe Planerfüllung Vorrang vor Umwelt- und Gesundheitsproblemen hatte, wurden auch Strafgefangene eingesetzt, wo die Arbeitsbedingungen für „normale“ Werktätige gar nicht mehr verantwortbar waren. Erst als 1982 bereits der zweite Häftling an einer Quecksilbervergiftung gestorben war, wurde eine Untersuchung angeordnet.

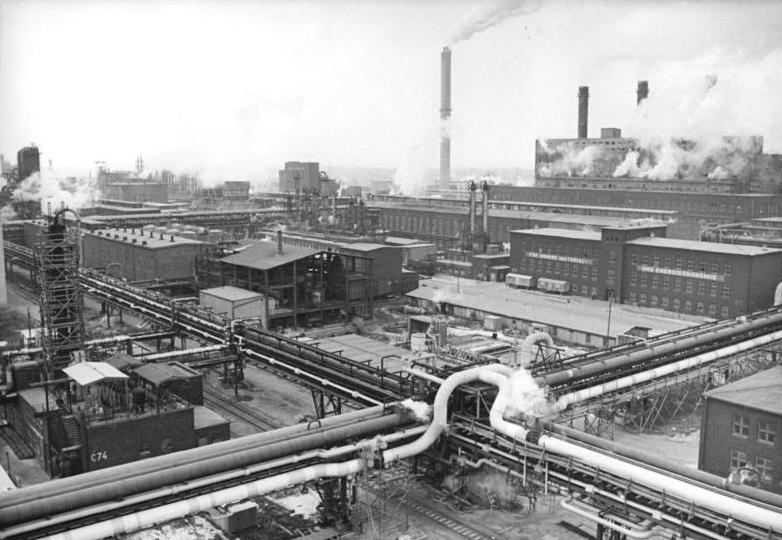
Chemiekombinat Buna, 1980
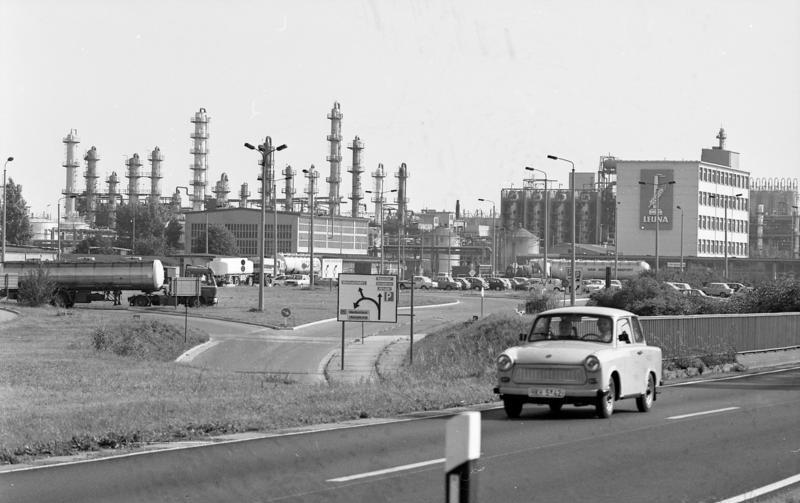
Leunawerke, 1991
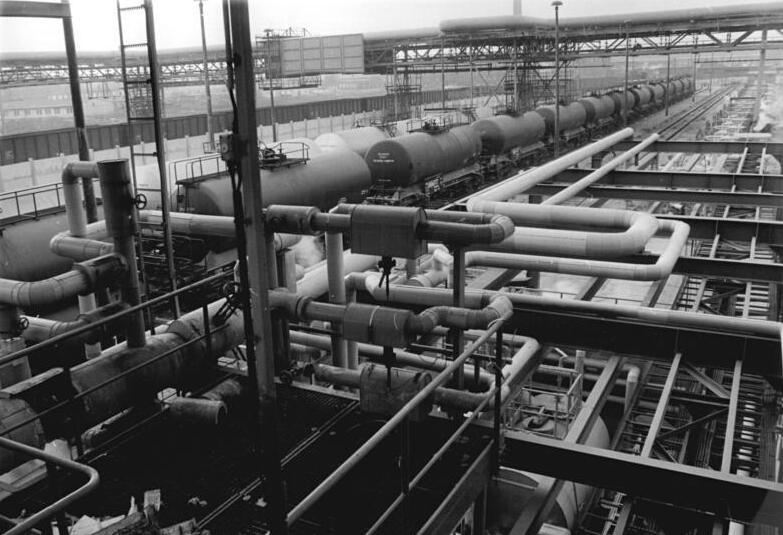
Chemiekombinat Bitterfeld, 1982

### 1989 und 1990
Seit Februar 1989 hatte eine „Koordinierungsgruppe“ die „Absicherung“ der Kommunalwahlen vorbereitet. Im Mai 1989, 24 Stunden vor Eröffnung der Wahllokale, lief die „Aktion Symbol 89“ an.

Bis Ende Oktober 1989 kam es regelmäßig zu Verhaftungen während der Demonstrationen. Im Gegensatz zu anderen Städten wie Leipzig kam es in Halle zu zahlreicheren Demonstrationen, aber mit weniger Teilnehmern. Es wurde versucht, gezielte Gegenmaßnahmen zu ergreifen, aber während der Montagsdemonstration am 30. Oktober 1989 mit 50.000 Menschen fiel die von der SED geplante Gegendemonstration „Rote Fahnen gegen weiße Kerzen“ wegen mangelnder Beteiligung aus.

| Datum             | Art            | Teilnehmer | Besonderheiten                 |
| ----------------- | -------------- | ---------- | ------------------------------ |
| 7. Oktober 1989   | Demonstration  | 100        | 48 Verhaftungen                |
| 9. Oktober 1989   | Schweigemarsch | 2000       | 85 Verhaftungen                |
| 16. Oktober 1989  | Demonstration  | 2000       | oder 20.000                    |
| 26. Oktober 1989  | Kundgebung     | 7300       | [ 50 ]                         |
| 28. Oktober 1989  | Demonstration  | 50 Frauen  | mit Kindern.                   |
| 30. Oktober 1989  | Demonstration  | 50.000     | [ 52 ]                         |
| 2. November 1989  | Demonstration  | 10.000     | [ 53 ]                         |
| 6. November 1989  | Demonstration  | 80.000     | [ 54 ]                         |
| 12. November 1989 | Demonstration  | 1000       | [ 55 ]                         |
| 13. November 1989 | Demonstration  | 8000       | [ 56 ]                         |
| 17. November 1989 | Schweigemarsch | 7000       | [ 57 ]                         |
| 20. November 1989 | Demonstration  | 50.000     | [ 58 ]                         |
| 27. November 1989 | Demonstration  | 50.000     | [ 59 ]                         |
| 30. November 1989 | Demonstration  | 1500       | in Halle-Neustadt              |
| 1. Dezember 1989  | Demonstration  | 2000       | [ 61 ]                         |
| 4. Dezember 1989  | Demonstration  | 20.000     | [ 62 ]                         |
| 11. Dezember 1989 | Demonstration  | 35.000     | [ 63 ]                         |
| 8. Januar 1990    | Demonstration  |            | [ 64 ]                         |
| 9. Januar 1990    | Demonstration  |            | Handwerker                     |
| 18. Januar 1990   | Demonstration  | 3000       | Sportler                       |
| 22. Januar 1990   | Demonstration  | 20.000     | [ 67 ]                         |
| 28. Januar 1990   | Kundgebung     | 3500       | [ 68 ]                         |
| 29. Januar 1990   | Demonstration  | 20.000     | [ 69 ]                         |
| 1. Februar 1990   | Demonstration  | 400        | [ 70 ]                         |
| 2. Februar 1990   | Demonstration  | 200        | [ 71 ]                         |
| 3. Februar 1990   | Demonstration  | 4000       | [ 72 ]                         |
| 5. Februar 1990   | Demonstration  | 3000       | Hans Dietrich Genscher spricht |
| 12. Februar 1990  | Demonstration  | 2500       | [ 74 ]                         |
| 19. Februar 1990  | Demonstration  | 5000       | [ 75 ]                         |
| 13. März 1990     | Demonstration  | 1000       | [ 76 ]                         |

Im November 1989 unterzeichnete der letzte Leiter der Bezirksverwaltung, Generalmajor Heinz Schmidt, eine Anweisung mit dem Titel „Zur Abwehr überraschender Angriffe auf die Bezirksverwaltung“, um die Dienststelle mit Waffengewalt zu verteidigen.
Am 5. Dezember 1989 ergriff eine Gruppe des Neuen Forums die Initiative zur Auflösung der Strukturen der MfS-Bezirksverwaltung.
Ab Mitte November 1989 war Heinz Schmidt Leiter des Bezirksamtes für Nationale Sicherheit. Am 9. Dezember 1989 wurde er von der Funktion entbunden und bis zur Entlassung aus dem aktiven Dienst beurlaubt. Nachfolger wurde sein bisheriger 1. Stellvertreter, Oberst Rolf Schöppe. Schmidt wurde zum 31. Januar 1990 aus dem Dienst entlassen.
Am 31. März 1990 wurde die BVfS Halle endgültig aufgelöst. Allerdings erhielten noch acht Offiziere befristete Verträge beim „Bezirksarbeitsstab für Auflösung“ und vier weitere für das Staatsarchiv Magdeburg.

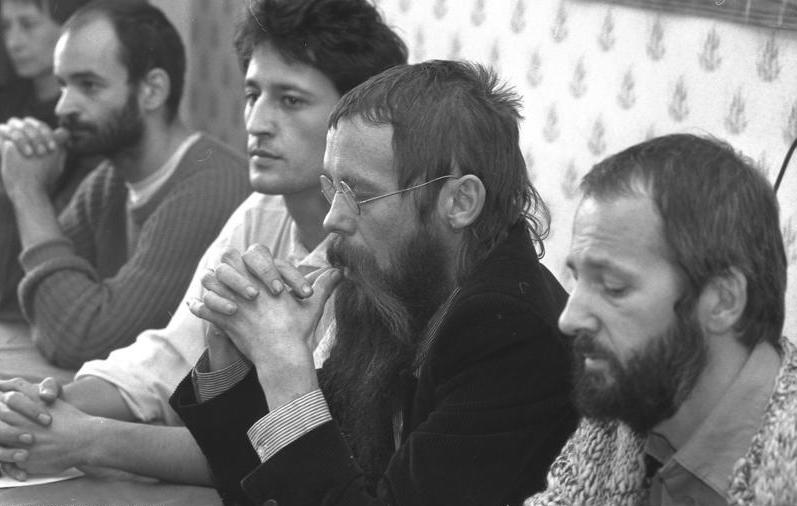
September 1990: Spitzenkandidat Henry Schramm (Grüne Partei) bestätigt, er habe für das MfS gearbeitet

Die Gründung der Grünen Partei Ost erfolgte seit November 1989. Die Spaltung der kirchlichen Umweltszene lag ganz im Interesse des MfS, das zu diesem Zweck mit Falk Zimmermann, dem späteren Parteisprecher Henry Schramm, dem späteren Finanzgeschäftsführer der Grünen Partei Mario Hamel und anderen Personen inoffizielle Mitarbeiter in die Arche eingeschleust hatte. Involviert war „IM Gerhard“ alias Walter alias Rolf Hansen alias Henry Schramm. Der Zweitplatzierte auf der Kandidatenliste der DDR-Grünen für die Bundestagswahl gab zu, jahrelang für die Stasi gearbeitet zu haben.

### Nach 1990
Eine anonyme Mitarbeiterin des Neuen Forums in Halle stellte im Sommer 1992 eine Liste mit den Namen von 4.500 Inoffiziellen Mitarbeitern der BVfS Halle zusammen und legte diese öffentlich aus. Kurz darauf druckte die Bild-Zeitung sie in ungekürzter Form ab. Im Gegensatz zu allen anderen gleichartigen Veröffentlichungen enthielt diese Liste als einzige sowohl Klarnamen als auch Decknamen. Anschließende Diskussionen mit ebenso vielen Verdächtigungen wie Rechtfertigungen führten dazu, dass fortan Anwärter im öffentlichen Dienst auf eine ehemalige Tätigkeit bei der Staatssicherheit überprüft wurden. Noch bis 1994 war in den jährlichen Verfassungsschutzberichten des Landes Sachsen-Anhalt eine Rubrik zu den Aktivitäten des offiziell aufgelösten Dienstes zu finden.
Nach der Besetzung der Gebäude wurden diese bis Mitte der 1990er Jahre von der Martin-Luther-Universität genutzt. Anschließend zog das Finanzamt Halle bis Ende 2015 ein. Danach stand der Baukomplex leer. Zum Schutz waren seine Eingänge zugemauert worden.

Standort der gestohlenen Skulpturen von Gerhard Geyer, 2024 (Früheres Foto von Steffen Könau)

Im Jahr 2017 wurden zwei bronzene Figuren eines Kunstwerkes des halleschen Bildhauers Gerhard Geyer (1907–1989), die noch am Eingang der Stasizentrale standen, von Schrottdieben gestohlen. Die 1972 entstandenen Skulpturen galten als Kulturdenkmal der DDR (Kunstwerk 094 56601). Eine zugehörige dritte Figur war nach einem Diebstahlversuch bereits in den 1990er Jahren eingelagert worden. Obwohl die polizeibekannten Räuber bei einer Routinekontrolle in Teutschenthal gestellt werden konnten, fehlte von den Plastiken jede Spur. Der Versuch, im Jahr 2020 auch die dritte bisher sichergestellte Figur zu stehlen, misslang. Dabei tauchten jedoch Fragmente einer der gestohlenen Figuren wieder auf. Seit 2023 werden die erhaltenen Figuren bzw. Fragmente im Stadtmuseum präsentiert.
Auf dem Gelände finden regelmäßige Führungen für Touristen statt und im Jahr 2021 wurde hier das „Festival Werkleitz 2021“ veranstaltet. In einem Nebengebäude das Komplexes brannte es im Dezember 2021.
Seit 2024 gibt es Bestrebungen, die seit dem Auszug des Finanzamtes leerstehenden und sanierungsbedürftigen Gebäude als „Gemeinschaftsamt“ zu beleben. Ein Zusammenschluss von Kultur-, Wohn- und Raumnutzungsinitiativen wie Peißnitzhaus e.V., WohnUnion e.V., Passage 13 und des Vereins Losmachen e.V. hat umfangreiche Planungen angestoßen, die in der Presse diskutiert wurden.

## Struktur und Aufbau

### Personal
Das IM-Netz in den Bezirksverwaltungen war unterschiedlich dicht: In Cottbus kommt 1985 ein IM auf 79 Einwohner (1986: 1:80); anders in Halle, wo im gleichen Jahr auf einen IM 156 Einwohner (1986: 1:159) kommen. Die Cottbuser Staatssicherheit verfügte also relativ betrachtet über »doppelt so viele IM« wie die in Halle.

### Leiter der Bezirksverwaltung
- 1952 –0000 Martin Weikert (1914–1997)
- 1952–1955: Rudolf Vödisch (1910–1989)
- 1955–1971: Emil Wagner (* 1921)
- 1971–1989: Heinz Schmidt (1930–2012)
- 1989–1990: Oberst Rolf Schöppe

Stellvertretender Leiter
- 1969–1973/4: Gerhard Lange (1935–1990)
- 1. Stv. des Leiters Oberst Rolf Schöppe

### Strukturen

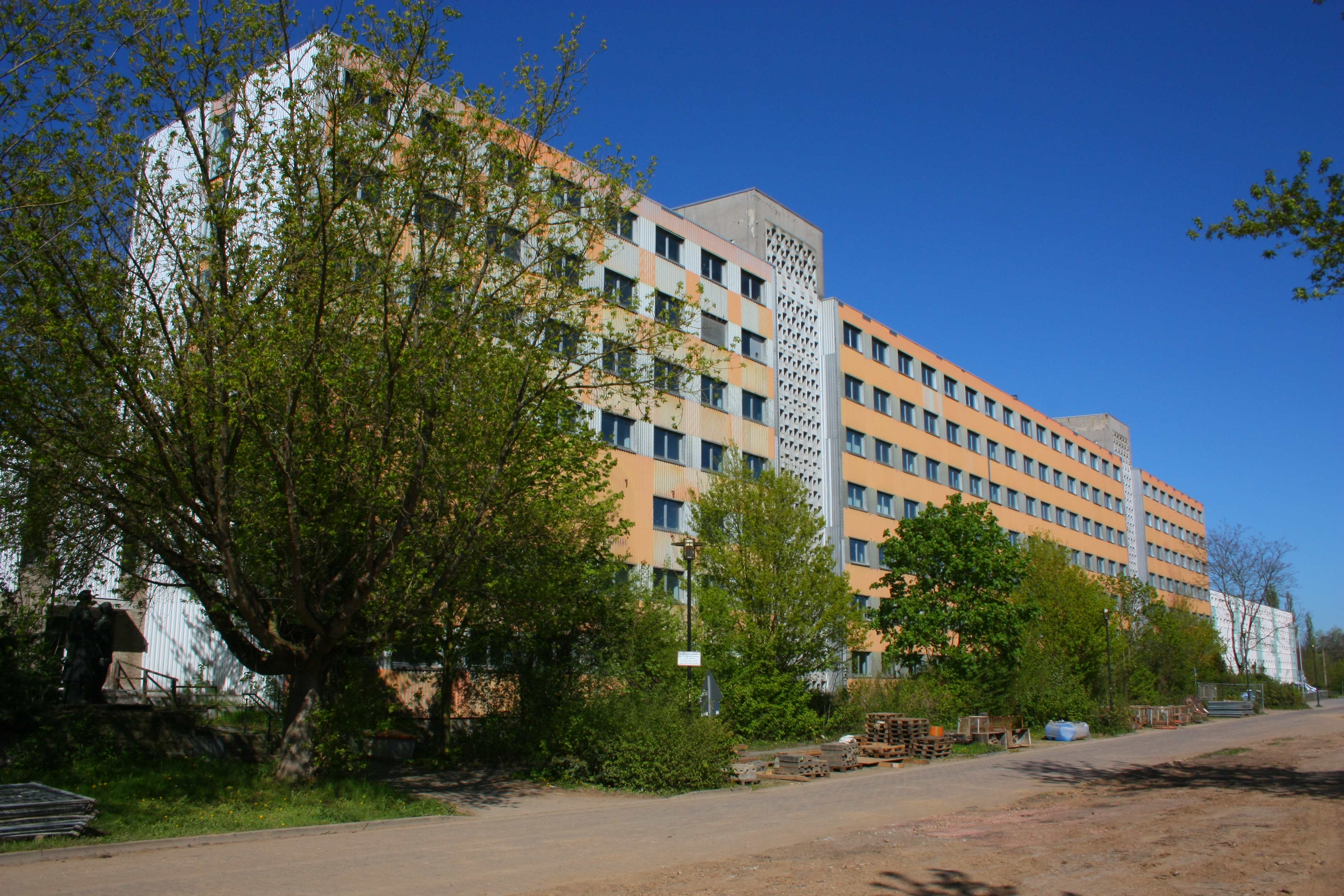
Rückseite des Hauptgebäudes, 2017
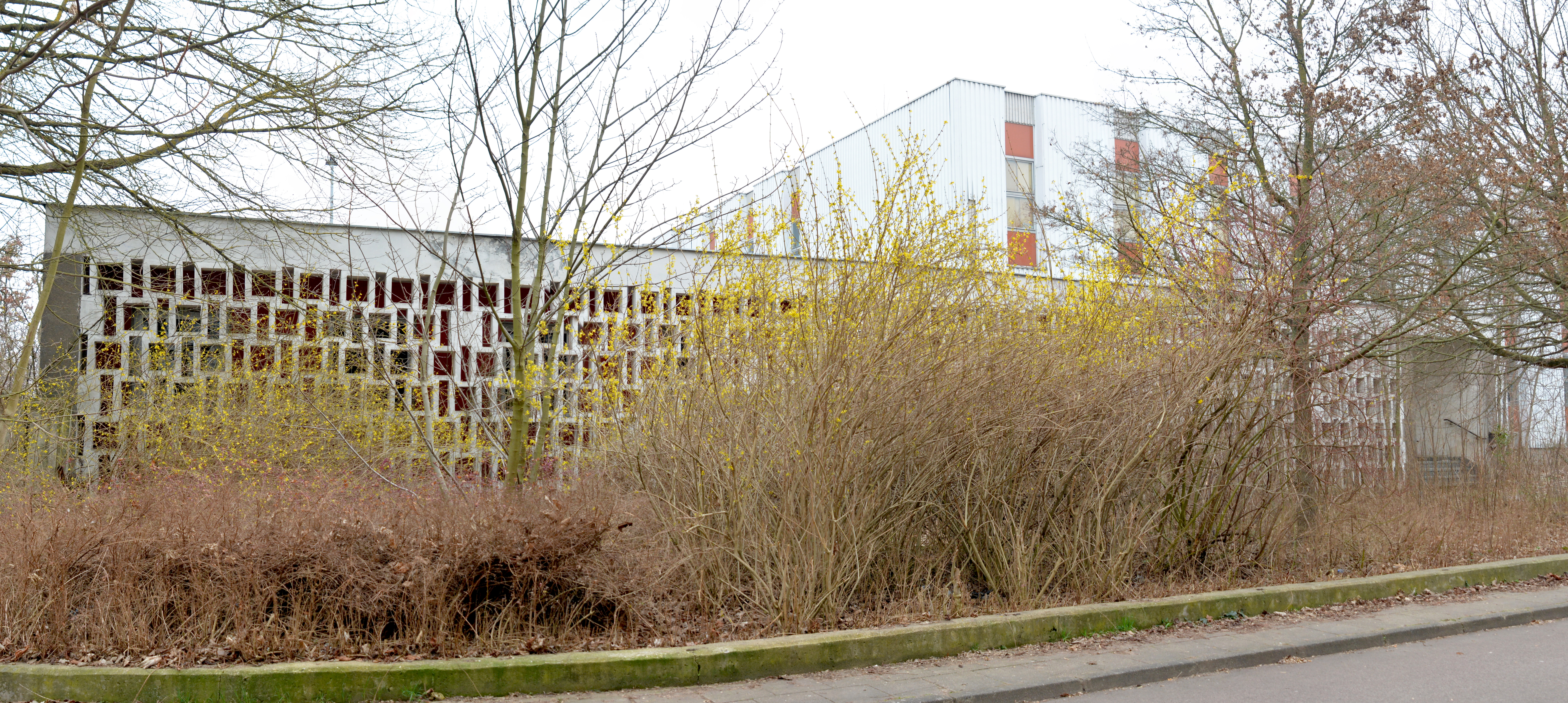
Gebäude der Abteilung Kader und Schulung (KuSch), 2024
links: Rückwärtige Dienste (RD), rechts: Wach- und Sicherungseinheit (WSE), 2024
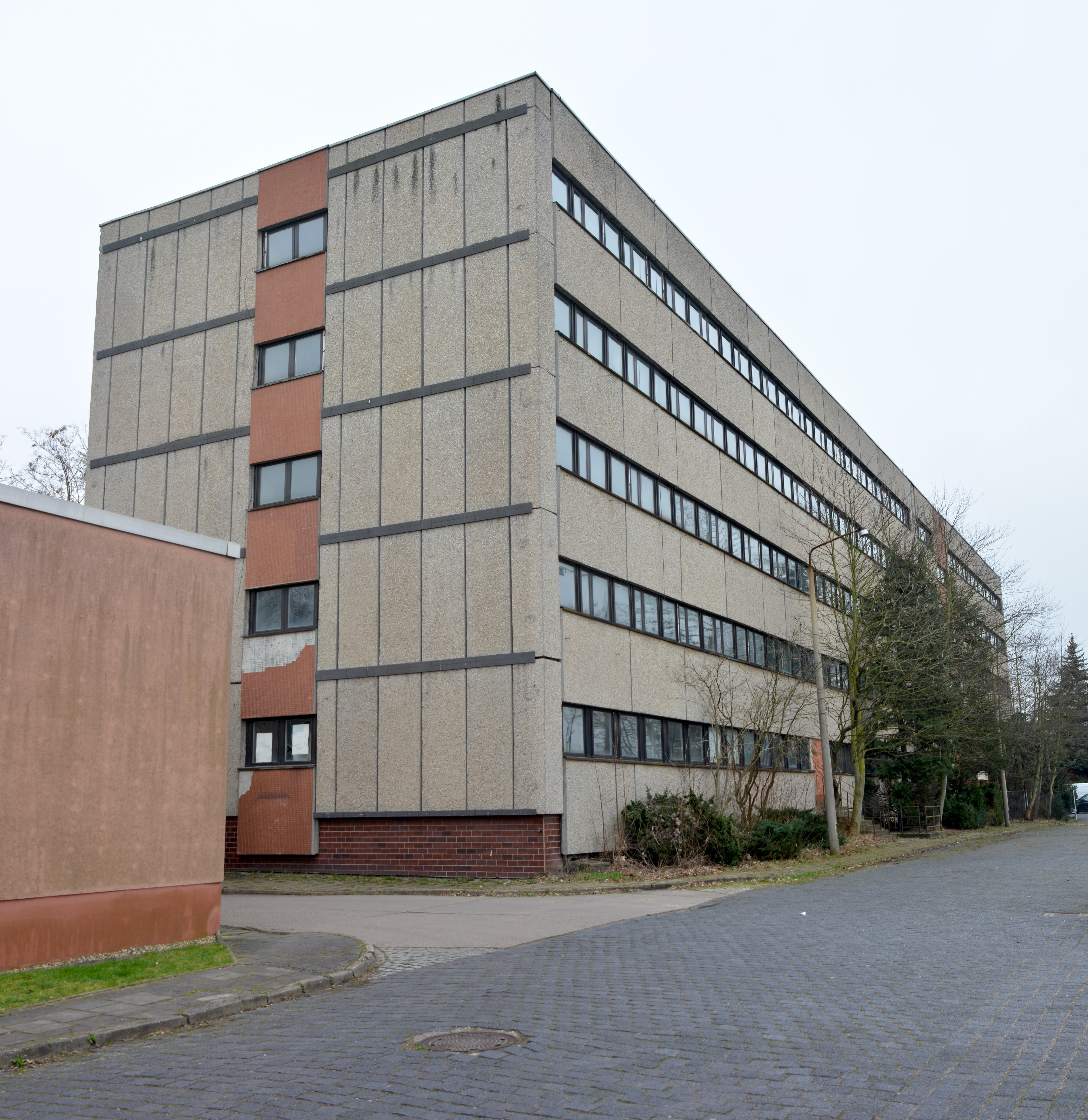
Gebäudeteil Wach- und Sicherungseinheit (WSE)

Die BVfS Halle bestand aus 35 Abteilungen, Arbeitsgruppen, Einheiten oder Referaten.
- Dabei unterstanden dem Leiter der Bezirksverwaltung:
  - Beauftragter des Leiters
  - Auswertungs- und Kontrollgruppe (AKG)
  - Auskunft, Speicher (Abteilung XII)
  - Abteilung Kader und Schulung (KuSch)
  - Medizinischer Dienst (MD)
  - Arbeitsgruppe des Leiters (AGL)
  - Wach- und Sicherungseinheit (WSE)
  - Untersuchungsorgan (Abteilung IX)
  - Untersuchungshaft, Strafvollzug (Abteilung XIV)
  - Telefonüberwachung (Abteilung 26)
  - Abteilung Finanzen
- Dem 1. Stellvertreter waren zugeordnet:
  - Volkswirtschaft (Abteilung XVIII)
  - Verkehr, Post, Nachrichtenwesen (Abteilung XIX)
  - Staatsapparat, Kirche, Kultur, Untergrund (Abteilung XX)
  - Arbeitsgruppe Geheimnisschutz (AGG)
  - Objektdienststelle Chemisches Kombinat Bitterfeld
  - Objektdienststelle Leuna
  - Objektdienststelle Buna
- Dem Stellvertreter Operativ unterstanden:
  - Spionageabwehr (Abteilung II)
  - Postkontrolle (Abteilung M)
  - Passkontrolle, Grenzüberschreitender Verkehr, Tourismus (Abteilung VI)
  - Ministerium des Innern, Deutsche Volkspolizei (Abteilung VII)
  - Beobachtung, Ermittlung (Abteilung VIII)
  - Terrorabwehr (Arbeitsgruppe XXII)
  - Selbständiges Referat Abwehr Wehrkommando
  - Bezirkskoordinierungsgruppe (BKG)
  - Selbständiges Referat Personenschutz (PS)
- Dem Stellvertreter für operative Technik/Sicherstellung waren unterstellt:
  - Funkaufklärung, Funkabwehr (Abteilung III)
  - Abteilung Operative Technik (OT)
  - Sicherstellung des Nachrichtenwesens (Abteilung N)
  - Chiffrierwesen (Abteilung XI)
  - Selbständiges Referat Bewaffnung und Chemischer Dienst (BCD)
  - Abteilung Rückwärtige Dienste (RD)
  - Büro der Leitung (BdL)
- Als letztes leitete der Stellvertreter Aufklärung die Auslandsspionage (Abteilung XV)

|  |  |                                                                                                   |                                                                                                   |                                                                                                   |                                                                                                   |                                                                                                   |                                                                                                   |  |  |                                                                                   |                                                                                   |                                                                                   |                                                                                   |                                                                                   |                                                                                   |  |  | Leiter der BV Generalleutnant Heinz Schmidt                                        |                                                                                    |                                                                                    |                                                                                    |                                                                                    |                                                                                    |  |  |                                                                  |                                                                  |                                                                  |                                                                  |                                                                  |                                                                  |  |  |                                                                         |                                                                         |                                                                         |                                                                         |                                                                         |                                                                         |  |  |
|  |  |                                                                                                   |                                                                                                   |                                                                                                   |                                                                                                   |                                                                                                   |                                                                                                   |  |  |                                                                                   |                                                                                   |                                                                                   |                                                                                   |                                                                                   |                                                                                   |  |  |                                                                                    |                                                                                    |                                                                                    |                                                                                    |                                                                                    |                                                                                    |  |  |                                                                  |                                                                  |                                                                  |                                                                  |                                                                  |                                                                  |  |  |                                                                         |                                                                         |                                                                         |                                                                         |                                                                         |                                                                         |  |  |
|  |  |                                                                                                   |                                                                                                   |                                                                                                   |                                                                                                   |                                                                                                   |                                                                                                   |  |  |                                                                                   |                                                                                   |                                                                                   |                                                                                   |                                                                                   |                                                                                   |  |  |                                                                                    |                                                                                    |                                                                                    |                                                                                    |                                                                                    |                                                                                    |  |  |                                                                  |                                                                  |                                                                  |                                                                  |                                                                  |                                                                  |  |  |                                                                         |                                                                         |                                                                         |                                                                         |                                                                         |                                                                         |  |  |
|  |  | (Zentrale SED-Parteileitung d. BV) Oberstleutnant Gerhardt WOLFF                                  | (Zentrale SED-Parteileitung d. BV) Oberstleutnant Gerhardt WOLFF                                  | (Zentrale SED-Parteileitung d. BV) Oberstleutnant Gerhardt WOLFF                                  | (Zentrale SED-Parteileitung d. BV) Oberstleutnant Gerhardt WOLFF                                  | (Zentrale SED-Parteileitung d. BV) Oberstleutnant Gerhardt WOLFF                                  | (Zentrale SED-Parteileitung d. BV) Oberstleutnant Gerhardt WOLFF                                  |  |  | Beauftragter des Leiters der BV Oberstleutnant Hugo NOHL                          | Beauftragter des Leiters der BV Oberstleutnant Hugo NOHL                          | Beauftragter des Leiters der BV Oberstleutnant Hugo NOHL                          | Beauftragter des Leiters der BV Oberstleutnant Hugo NOHL                          | Beauftragter des Leiters der BV Oberstleutnant Hugo NOHL                          | Beauftragter des Leiters der BV Oberstleutnant Hugo NOHL                          |  |  | Verantwortungsbereiche der 4 Stellvertreter                                        | Verantwortungsbereiche der 4 Stellvertreter                                        | Verantwortungsbereiche der 4 Stellvertreter                                        | Verantwortungsbereiche der 4 Stellvertreter                                        | Verantwortungsbereiche der 4 Stellvertreter                                        | Verantwortungsbereiche der 4 Stellvertreter                                        |  |  |                                                                  |                                                                  |                                                                  |                                                                  |                                                                  |                                                                  |  |  | Verantwortungsbereiche des Leiters der BV                               | Verantwortungsbereiche des Leiters der BV                               | Verantwortungsbereiche des Leiters der BV                               | Verantwortungsbereiche des Leiters der BV                               | Verantwortungsbereiche des Leiters der BV                               | Verantwortungsbereiche des Leiters der BV                               |  |  |
|  |  | (Zentrale SED-Parteileitung d. BV) Oberstleutnant Gerhardt WOLFF                                  | (Zentrale SED-Parteileitung d. BV) Oberstleutnant Gerhardt WOLFF                                  | (Zentrale SED-Parteileitung d. BV) Oberstleutnant Gerhardt WOLFF                                  | (Zentrale SED-Parteileitung d. BV) Oberstleutnant Gerhardt WOLFF                                  | (Zentrale SED-Parteileitung d. BV) Oberstleutnant Gerhardt WOLFF                                  | (Zentrale SED-Parteileitung d. BV) Oberstleutnant Gerhardt WOLFF                                  |  |  | Beauftragter des Leiters der BV Oberstleutnant Hugo NOHL                          | Beauftragter des Leiters der BV Oberstleutnant Hugo NOHL                          | Beauftragter des Leiters der BV Oberstleutnant Hugo NOHL                          | Beauftragter des Leiters der BV Oberstleutnant Hugo NOHL                          | Beauftragter des Leiters der BV Oberstleutnant Hugo NOHL                          | Beauftragter des Leiters der BV Oberstleutnant Hugo NOHL                          |  |  | Verantwortungsbereiche der 4 Stellvertreter                                        | Verantwortungsbereiche der 4 Stellvertreter                                        | Verantwortungsbereiche der 4 Stellvertreter                                        | Verantwortungsbereiche der 4 Stellvertreter                                        | Verantwortungsbereiche der 4 Stellvertreter                                        | Verantwortungsbereiche der 4 Stellvertreter                                        |  |  |                                                                  |                                                                  |                                                                  |                                                                  |                                                                  |                                                                  |  |  | Verantwortungsbereiche des Leiters der BV                               | Verantwortungsbereiche des Leiters der BV                               | Verantwortungsbereiche des Leiters der BV                               | Verantwortungsbereiche des Leiters der BV                               | Verantwortungsbereiche des Leiters der BV                               | Verantwortungsbereiche des Leiters der BV                               |  |  |
|  |  |                                                                                                   |                                                                                                   |                                                                                                   |                                                                                                   |                                                                                                   |                                                                                                   |  |  |                                                                                   |                                                                                   |                                                                                   |                                                                                   |                                                                                   |                                                                                   |  |  |                                                                                    |                                                                                    |                                                                                    |                                                                                    |                                                                                    |                                                                                    |  |  |                                                                  |                                                                  |                                                                  |                                                                  |                                                                  |                                                                  |  |  |                                                                         |                                                                         |                                                                         |                                                                         |                                                                         |                                                                         |  |  |
|  |  |                                                                                                   |                                                                                                   |                                                                                                   |                                                                                                   |                                                                                                   |                                                                                                   |  |  |                                                                                   |                                                                                   |                                                                                   |                                                                                   |                                                                                   |                                                                                   |  |  |                                                                                    |                                                                                    |                                                                                    |                                                                                    |                                                                                    |                                                                                    |  |  |                                                                  |                                                                  |                                                                  |                                                                  |                                                                  |                                                                  |  |  |                                                                         |                                                                         |                                                                         |                                                                         |                                                                         |                                                                         |  |  |
|  |  | 1. Stv. Operativ Oberst Rolf SCHÖPPE                                                              | 1. Stv. Operativ Oberst Rolf SCHÖPPE                                                              | 1. Stv. Operativ Oberst Rolf SCHÖPPE                                                              | 1. Stv. Operativ Oberst Rolf SCHÖPPE                                                              | 1. Stv. Operativ Oberst Rolf SCHÖPPE                                                              | 1. Stv. Operativ Oberst Rolf SCHÖPPE                                                              |  |  | Stv. Operativ Oberst Udo HAHN                                                     | Stv. Operativ Oberst Udo HAHN                                                     | Stv. Operativ Oberst Udo HAHN                                                     | Stv. Operativ Oberst Udo HAHN                                                     | Stv. Operativ Oberst Udo HAHN                                                     | Stv. Operativ Oberst Udo HAHN                                                     |  |  | Stv. operative Technik/Sicherstellung (OT/S) Oberst Hans-Dieter PFEIFFER           | Stv. operative Technik/Sicherstellung (OT/S) Oberst Hans-Dieter PFEIFFER           | Stv. operative Technik/Sicherstellung (OT/S) Oberst Hans-Dieter PFEIFFER           | Stv. operative Technik/Sicherstellung (OT/S) Oberst Hans-Dieter PFEIFFER           | Stv. operative Technik/Sicherstellung (OT/S) Oberst Hans-Dieter PFEIFFER           | Stv. operative Technik/Sicherstellung (OT/S) Oberst Hans-Dieter PFEIFFER           |  |  | Stv. Aufklärung Oberst Eckhard SCHILLER                          | Stv. Aufklärung Oberst Eckhard SCHILLER                          | Stv. Aufklärung Oberst Eckhard SCHILLER                          | Stv. Aufklärung Oberst Eckhard SCHILLER                          | Stv. Aufklärung Oberst Eckhard SCHILLER                          | Stv. Aufklärung Oberst Eckhard SCHILLER                          |  |  | Abt. IX (Untersuchungsorgan) Oberstleutnant Jürgen STENKER              | Abt. IX (Untersuchungsorgan) Oberstleutnant Jürgen STENKER              | Abt. IX (Untersuchungsorgan) Oberstleutnant Jürgen STENKER              | Abt. IX (Untersuchungsorgan) Oberstleutnant Jürgen STENKER              | Abt. IX (Untersuchungsorgan) Oberstleutnant Jürgen STENKER              | Abt. IX (Untersuchungsorgan) Oberstleutnant Jürgen STENKER              |  |  |
|  |  | 1. Stv. Operativ Oberst Rolf SCHÖPPE                                                              | 1. Stv. Operativ Oberst Rolf SCHÖPPE                                                              | 1. Stv. Operativ Oberst Rolf SCHÖPPE                                                              | 1. Stv. Operativ Oberst Rolf SCHÖPPE                                                              | 1. Stv. Operativ Oberst Rolf SCHÖPPE                                                              | 1. Stv. Operativ Oberst Rolf SCHÖPPE                                                              |  |  | Stv. Operativ Oberst Udo HAHN                                                     | Stv. Operativ Oberst Udo HAHN                                                     | Stv. Operativ Oberst Udo HAHN                                                     | Stv. Operativ Oberst Udo HAHN                                                     | Stv. Operativ Oberst Udo HAHN                                                     | Stv. Operativ Oberst Udo HAHN                                                     |  |  | Stv. operative Technik/Sicherstellung (OT/S) Oberst Hans-Dieter PFEIFFER           | Stv. operative Technik/Sicherstellung (OT/S) Oberst Hans-Dieter PFEIFFER           | Stv. operative Technik/Sicherstellung (OT/S) Oberst Hans-Dieter PFEIFFER           | Stv. operative Technik/Sicherstellung (OT/S) Oberst Hans-Dieter PFEIFFER           | Stv. operative Technik/Sicherstellung (OT/S) Oberst Hans-Dieter PFEIFFER           | Stv. operative Technik/Sicherstellung (OT/S) Oberst Hans-Dieter PFEIFFER           |  |  | Stv. Aufklärung Oberst Eckhard SCHILLER                          | Stv. Aufklärung Oberst Eckhard SCHILLER                          | Stv. Aufklärung Oberst Eckhard SCHILLER                          | Stv. Aufklärung Oberst Eckhard SCHILLER                          | Stv. Aufklärung Oberst Eckhard SCHILLER                          | Stv. Aufklärung Oberst Eckhard SCHILLER                          |  |  | Abt. IX (Untersuchungsorgan) Oberstleutnant Jürgen STENKER              | Abt. IX (Untersuchungsorgan) Oberstleutnant Jürgen STENKER              | Abt. IX (Untersuchungsorgan) Oberstleutnant Jürgen STENKER              | Abt. IX (Untersuchungsorgan) Oberstleutnant Jürgen STENKER              | Abt. IX (Untersuchungsorgan) Oberstleutnant Jürgen STENKER              | Abt. IX (Untersuchungsorgan) Oberstleutnant Jürgen STENKER              |  |  |
|  |  |                                                                                                   |                                                                                                   |                                                                                                   |                                                                                                   |                                                                                                   |                                                                                                   |  |  |                                                                                   |                                                                                   |                                                                                   |                                                                                   |                                                                                   |                                                                                   |  |  |                                                                                    |                                                                                    |                                                                                    |                                                                                    |                                                                                    |                                                                                    |  |  |                                                                  |                                                                  |                                                                  |                                                                  |                                                                  |                                                                  |  |  |                                                                         |                                                                         |                                                                         |                                                                         |                                                                         |                                                                         |  |  |
|  |  | Abt. XVIII (Absicherung Volkswirtschaft) Oberst Karl-Heinz SCHÖNIG                                | Abt. XVIII (Absicherung Volkswirtschaft) Oberst Karl-Heinz SCHÖNIG                                | Abt. XVIII (Absicherung Volkswirtschaft) Oberst Karl-Heinz SCHÖNIG                                | Abt. XVIII (Absicherung Volkswirtschaft) Oberst Karl-Heinz SCHÖNIG                                | Abt. XVIII (Absicherung Volkswirtschaft) Oberst Karl-Heinz SCHÖNIG                                | Abt. XVIII (Absicherung Volkswirtschaft) Oberst Karl-Heinz SCHÖNIG                                |  |  | Abt. VI (Passkontrolle, Tourismus) Oberstleutnant Herbert-Peter ROMANOWSKI        | Abt. VI (Passkontrolle, Tourismus) Oberstleutnant Herbert-Peter ROMANOWSKI        | Abt. VI (Passkontrolle, Tourismus) Oberstleutnant Herbert-Peter ROMANOWSKI        | Abt. VI (Passkontrolle, Tourismus) Oberstleutnant Herbert-Peter ROMANOWSKI        | Abt. VI (Passkontrolle, Tourismus) Oberstleutnant Herbert-Peter ROMANOWSKI        | Abt. VI (Passkontrolle, Tourismus) Oberstleutnant Herbert-Peter ROMANOWSKI        |  |  | Abt. III (Funkaufklärung) Oberstleutnant Henry MÜLLER                              | Abt. III (Funkaufklärung) Oberstleutnant Henry MÜLLER                              | Abt. III (Funkaufklärung) Oberstleutnant Henry MÜLLER                              | Abt. III (Funkaufklärung) Oberstleutnant Henry MÜLLER                              | Abt. III (Funkaufklärung) Oberstleutnant Henry MÜLLER                              | Abt. III (Funkaufklärung) Oberstleutnant Henry MÜLLER                              |  |  | Abt. XV (Auslandsaufklärung) Oberst Eckhard SCHILLER             | Abt. XV (Auslandsaufklärung) Oberst Eckhard SCHILLER             | Abt. XV (Auslandsaufklärung) Oberst Eckhard SCHILLER             | Abt. XV (Auslandsaufklärung) Oberst Eckhard SCHILLER             | Abt. XV (Auslandsaufklärung) Oberst Eckhard SCHILLER             | Abt. XV (Auslandsaufklärung) Oberst Eckhard SCHILLER             |  |  | Abt. XIV (Unters.- Haftanstalt) Oberstleutnant Konrad LORENZ            | Abt. XIV (Unters.- Haftanstalt) Oberstleutnant Konrad LORENZ            | Abt. XIV (Unters.- Haftanstalt) Oberstleutnant Konrad LORENZ            | Abt. XIV (Unters.- Haftanstalt) Oberstleutnant Konrad LORENZ            | Abt. XIV (Unters.- Haftanstalt) Oberstleutnant Konrad LORENZ            | Abt. XIV (Unters.- Haftanstalt) Oberstleutnant Konrad LORENZ            |  |  |
|  |  | Abt. XVIII (Absicherung Volkswirtschaft) Oberst Karl-Heinz SCHÖNIG                                | Abt. XVIII (Absicherung Volkswirtschaft) Oberst Karl-Heinz SCHÖNIG                                | Abt. XVIII (Absicherung Volkswirtschaft) Oberst Karl-Heinz SCHÖNIG                                | Abt. XVIII (Absicherung Volkswirtschaft) Oberst Karl-Heinz SCHÖNIG                                | Abt. XVIII (Absicherung Volkswirtschaft) Oberst Karl-Heinz SCHÖNIG                                | Abt. XVIII (Absicherung Volkswirtschaft) Oberst Karl-Heinz SCHÖNIG                                |  |  |                                                                                   | Abt. VI (Passkontrolle, Tourismus) Oberstleutnant Herbert-Peter ROMANOWSKI        | Abt. VI (Passkontrolle, Tourismus) Oberstleutnant Herbert-Peter ROMANOWSKI        | Abt. VI (Passkontrolle, Tourismus) Oberstleutnant Herbert-Peter ROMANOWSKI        | Abt. VI (Passkontrolle, Tourismus) Oberstleutnant Herbert-Peter ROMANOWSKI        | Abt. VI (Passkontrolle, Tourismus) Oberstleutnant Herbert-Peter ROMANOWSKI        |  |  | Abt. III (Funkaufklärung) Oberstleutnant Henry MÜLLER                              | Abt. III (Funkaufklärung) Oberstleutnant Henry MÜLLER                              | Abt. III (Funkaufklärung) Oberstleutnant Henry MÜLLER                              | Abt. III (Funkaufklärung) Oberstleutnant Henry MÜLLER                              | Abt. III (Funkaufklärung) Oberstleutnant Henry MÜLLER                              | Abt. III (Funkaufklärung) Oberstleutnant Henry MÜLLER                              |  |  | Abt. XV (Auslandsaufklärung) Oberst Eckhard SCHILLER             | Abt. XV (Auslandsaufklärung) Oberst Eckhard SCHILLER             | Abt. XV (Auslandsaufklärung) Oberst Eckhard SCHILLER             | Abt. XV (Auslandsaufklärung) Oberst Eckhard SCHILLER             | Abt. XV (Auslandsaufklärung) Oberst Eckhard SCHILLER             | Abt. XV (Auslandsaufklärung) Oberst Eckhard SCHILLER             |  |  | Abt. XIV (Unters.- Haftanstalt) Oberstleutnant Konrad LORENZ            | Abt. XIV (Unters.- Haftanstalt) Oberstleutnant Konrad LORENZ            | Abt. XIV (Unters.- Haftanstalt) Oberstleutnant Konrad LORENZ            | Abt. XIV (Unters.- Haftanstalt) Oberstleutnant Konrad LORENZ            | Abt. XIV (Unters.- Haftanstalt) Oberstleutnant Konrad LORENZ            | Abt. XIV (Unters.- Haftanstalt) Oberstleutnant Konrad LORENZ            |  |  |
|  |  |                                                                                                   |                                                                                                   |                                                                                                   |                                                                                                   |                                                                                                   |                                                                                                   |  |  |                                                                                   |                                                                                   |                                                                                   |                                                                                   |                                                                                   |                                                                                   |  |  |                                                                                    |                                                                                    |                                                                                    |                                                                                    |                                                                                    |                                                                                    |  |  |                                                                  |                                                                  |                                                                  |                                                                  |                                                                  |                                                                  |  |  |                                                                         |                                                                         |                                                                         |                                                                         |                                                                         |                                                                         |  |  |
|  |  | Abt. XIX (Absicherung Verkehr, Post u. Nachrichtenwesen) Oberstleutnant Hans-Joachim HOFMANN      | Abt. XIX (Absicherung Verkehr, Post u. Nachrichtenwesen) Oberstleutnant Hans-Joachim HOFMANN      | Abt. XIX (Absicherung Verkehr, Post u. Nachrichtenwesen) Oberstleutnant Hans-Joachim HOFMANN      | Abt. XIX (Absicherung Verkehr, Post u. Nachrichtenwesen) Oberstleutnant Hans-Joachim HOFMANN      | Abt. XIX (Absicherung Verkehr, Post u. Nachrichtenwesen) Oberstleutnant Hans-Joachim HOFMANN      | Abt. XIX (Absicherung Verkehr, Post u. Nachrichtenwesen) Oberstleutnant Hans-Joachim HOFMANN      |  |  | Abt. VII (Absicherung Volkspolizei, Min. d. Innern) Oberstleutnant Rudibert JONAK | Abt. VII (Absicherung Volkspolizei, Min. d. Innern) Oberstleutnant Rudibert JONAK | Abt. VII (Absicherung Volkspolizei, Min. d. Innern) Oberstleutnant Rudibert JONAK | Abt. VII (Absicherung Volkspolizei, Min. d. Innern) Oberstleutnant Rudibert JONAK | Abt. VII (Absicherung Volkspolizei, Min. d. Innern) Oberstleutnant Rudibert JONAK | Abt. VII (Absicherung Volkspolizei, Min. d. Innern) Oberstleutnant Rudibert JONAK |  |  | Abt. XI (Chiffrierwesen) Oberstleutnant Willi SCHIEMA                              | Abt. XI (Chiffrierwesen) Oberstleutnant Willi SCHIEMA                              | Abt. XI (Chiffrierwesen) Oberstleutnant Willi SCHIEMA                              | Abt. XI (Chiffrierwesen) Oberstleutnant Willi SCHIEMA                              | Abt. XI (Chiffrierwesen) Oberstleutnant Willi SCHIEMA                              | Abt. XI (Chiffrierwesen) Oberstleutnant Willi SCHIEMA                              |  |  |                                                                  |                                                                  |                                                                  |                                                                  |                                                                  |                                                                  |  |  | Abt. 26 (Abhörmaßn.) Oberstleutnant Jürgen STOLLBERG                    | Abt. 26 (Abhörmaßn.) Oberstleutnant Jürgen STOLLBERG                    | Abt. 26 (Abhörmaßn.) Oberstleutnant Jürgen STOLLBERG                    | Abt. 26 (Abhörmaßn.) Oberstleutnant Jürgen STOLLBERG                    | Abt. 26 (Abhörmaßn.) Oberstleutnant Jürgen STOLLBERG                    | Abt. 26 (Abhörmaßn.) Oberstleutnant Jürgen STOLLBERG                    |  |  |
|  |  | Abt. XIX (Absicherung Verkehr, Post u. Nachrichtenwesen) Oberstleutnant Hans-Joachim HOFMANN      | Abt. XIX (Absicherung Verkehr, Post u. Nachrichtenwesen) Oberstleutnant Hans-Joachim HOFMANN      | Abt. XIX (Absicherung Verkehr, Post u. Nachrichtenwesen) Oberstleutnant Hans-Joachim HOFMANN      | Abt. XIX (Absicherung Verkehr, Post u. Nachrichtenwesen) Oberstleutnant Hans-Joachim HOFMANN      | Abt. XIX (Absicherung Verkehr, Post u. Nachrichtenwesen) Oberstleutnant Hans-Joachim HOFMANN      | Abt. XIX (Absicherung Verkehr, Post u. Nachrichtenwesen) Oberstleutnant Hans-Joachim HOFMANN      |  |  | Abt. VII (Absicherung Volkspolizei, Min. d. Innern) Oberstleutnant Rudibert JONAK | Abt. VII (Absicherung Volkspolizei, Min. d. Innern) Oberstleutnant Rudibert JONAK | Abt. VII (Absicherung Volkspolizei, Min. d. Innern) Oberstleutnant Rudibert JONAK | Abt. VII (Absicherung Volkspolizei, Min. d. Innern) Oberstleutnant Rudibert JONAK | Abt. VII (Absicherung Volkspolizei, Min. d. Innern) Oberstleutnant Rudibert JONAK | Abt. VII (Absicherung Volkspolizei, Min. d. Innern) Oberstleutnant Rudibert JONAK |  |  | Abt. XI (Chiffrierwesen) Oberstleutnant Willi SCHIEMA                              | Abt. XI (Chiffrierwesen) Oberstleutnant Willi SCHIEMA                              | Abt. XI (Chiffrierwesen) Oberstleutnant Willi SCHIEMA                              | Abt. XI (Chiffrierwesen) Oberstleutnant Willi SCHIEMA                              | Abt. XI (Chiffrierwesen) Oberstleutnant Willi SCHIEMA                              | Abt. XI (Chiffrierwesen) Oberstleutnant Willi SCHIEMA                              |  |  |                                                                  |                                                                  |                                                                  |                                                                  |                                                                  |                                                                  |  |  | Abt. 26 (Abhörmaßn.) Oberstleutnant Jürgen STOLLBERG                    | Abt. 26 (Abhörmaßn.) Oberstleutnant Jürgen STOLLBERG                    | Abt. 26 (Abhörmaßn.) Oberstleutnant Jürgen STOLLBERG                    | Abt. 26 (Abhörmaßn.) Oberstleutnant Jürgen STOLLBERG                    | Abt. 26 (Abhörmaßn.) Oberstleutnant Jürgen STOLLBERG                    | Abt. 26 (Abhörmaßn.) Oberstleutnant Jürgen STOLLBERG                    |  |  |
|  |  |                                                                                                   |                                                                                                   |                                                                                                   |                                                                                                   |                                                                                                   |                                                                                                   |  |  |                                                                                   |                                                                                   |                                                                                   |                                                                                   |                                                                                   |                                                                                   |  |  |                                                                                    |                                                                                    |                                                                                    |                                                                                    |                                                                                    |                                                                                    |  |  |                                                                  |                                                                  |                                                                  |                                                                  |                                                                  |                                                                  |  |  |                                                                         |                                                                         |                                                                         |                                                                         |                                                                         |                                                                         |  |  |
|  |  | Abt. XX (Absicherung Staatsapparat, staatl. Institutionen, Kirchen, Kultur) Oberst Joachim GRÖGER | Abt. XX (Absicherung Staatsapparat, staatl. Institutionen, Kirchen, Kultur) Oberst Joachim GRÖGER | Abt. XX (Absicherung Staatsapparat, staatl. Institutionen, Kirchen, Kultur) Oberst Joachim GRÖGER | Abt. XX (Absicherung Staatsapparat, staatl. Institutionen, Kirchen, Kultur) Oberst Joachim GRÖGER | Abt. XX (Absicherung Staatsapparat, staatl. Institutionen, Kirchen, Kultur) Oberst Joachim GRÖGER | Abt. XX (Absicherung Staatsapparat, staatl. Institutionen, Kirchen, Kultur) Oberst Joachim GRÖGER |  |  | Abt. VIII (Beobachtung, Ermittlung) Oberstleutnant Wilfried Rohland               | Abt. VIII (Beobachtung, Ermittlung) Oberstleutnant Wilfried Rohland               | Abt. VIII (Beobachtung, Ermittlung) Oberstleutnant Wilfried Rohland               | Abt. VIII (Beobachtung, Ermittlung) Oberstleutnant Wilfried Rohland               | Abt. VIII (Beobachtung, Ermittlung) Oberstleutnant Wilfried Rohland               | Abt. VIII (Beobachtung, Ermittlung) Oberstleutnant Wilfried Rohland               |  |  | SR BCD (Selbstst. Referat Bewaffnung/Chemischer Dienst) Oberstleutnant Edmund KUHN | SR BCD (Selbstst. Referat Bewaffnung/Chemischer Dienst) Oberstleutnant Edmund KUHN | SR BCD (Selbstst. Referat Bewaffnung/Chemischer Dienst) Oberstleutnant Edmund KUHN | SR BCD (Selbstst. Referat Bewaffnung/Chemischer Dienst) Oberstleutnant Edmund KUHN | SR BCD (Selbstst. Referat Bewaffnung/Chemischer Dienst) Oberstleutnant Edmund KUHN | SR BCD (Selbstst. Referat Bewaffnung/Chemischer Dienst) Oberstleutnant Edmund KUHN |  |  |                                                                  |                                                                  |                                                                  |                                                                  |                                                                  |                                                                  |  |  | Abt. Finanzen Oberstleutnant Herbert OEHMIG                             | Abt. Finanzen Oberstleutnant Herbert OEHMIG                             | Abt. Finanzen Oberstleutnant Herbert OEHMIG                             | Abt. Finanzen Oberstleutnant Herbert OEHMIG                             | Abt. Finanzen Oberstleutnant Herbert OEHMIG                             | Abt. Finanzen Oberstleutnant Herbert OEHMIG                             |  |  |
|  |  | Abt. XX (Absicherung Staatsapparat, staatl. Institutionen, Kirchen, Kultur) Oberst Joachim GRÖGER | Abt. XX (Absicherung Staatsapparat, staatl. Institutionen, Kirchen, Kultur) Oberst Joachim GRÖGER | Abt. XX (Absicherung Staatsapparat, staatl. Institutionen, Kirchen, Kultur) Oberst Joachim GRÖGER | Abt. XX (Absicherung Staatsapparat, staatl. Institutionen, Kirchen, Kultur) Oberst Joachim GRÖGER | Abt. XX (Absicherung Staatsapparat, staatl. Institutionen, Kirchen, Kultur) Oberst Joachim GRÖGER | Abt. XX (Absicherung Staatsapparat, staatl. Institutionen, Kirchen, Kultur) Oberst Joachim GRÖGER |  |  | Abt. VIII (Beobachtung, Ermittlung) Oberstleutnant Wilfried Rohland               | Abt. VIII (Beobachtung, Ermittlung) Oberstleutnant Wilfried Rohland               | Abt. VIII (Beobachtung, Ermittlung) Oberstleutnant Wilfried Rohland               | Abt. VIII (Beobachtung, Ermittlung) Oberstleutnant Wilfried Rohland               | Abt. VIII (Beobachtung, Ermittlung) Oberstleutnant Wilfried Rohland               | Abt. VIII (Beobachtung, Ermittlung) Oberstleutnant Wilfried Rohland               |  |  | SR BCD (Selbstst. Referat Bewaffnung/Chemischer Dienst) Oberstleutnant Edmund KUHN | SR BCD (Selbstst. Referat Bewaffnung/Chemischer Dienst) Oberstleutnant Edmund KUHN | SR BCD (Selbstst. Referat Bewaffnung/Chemischer Dienst) Oberstleutnant Edmund KUHN | SR BCD (Selbstst. Referat Bewaffnung/Chemischer Dienst) Oberstleutnant Edmund KUHN | SR BCD (Selbstst. Referat Bewaffnung/Chemischer Dienst) Oberstleutnant Edmund KUHN | SR BCD (Selbstst. Referat Bewaffnung/Chemischer Dienst) Oberstleutnant Edmund KUHN |  |  |                                                                  |                                                                  |                                                                  |                                                                  |                                                                  |                                                                  |  |  | Abt. Finanzen Oberstleutnant Herbert OEHMIG                             | Abt. Finanzen Oberstleutnant Herbert OEHMIG                             | Abt. Finanzen Oberstleutnant Herbert OEHMIG                             | Abt. Finanzen Oberstleutnant Herbert OEHMIG                             | Abt. Finanzen Oberstleutnant Herbert OEHMIG                             | Abt. Finanzen Oberstleutnant Herbert OEHMIG                             |  |  |
|  |  |                                                                                                   |                                                                                                   |                                                                                                   |                                                                                                   |                                                                                                   |                                                                                                   |  |  |                                                                                   |                                                                                   |                                                                                   |                                                                                   |                                                                                   |                                                                                   |  |  |                                                                                    |                                                                                    |                                                                                    |                                                                                    |                                                                                    |                                                                                    |  |  |                                                                  |                                                                  |                                                                  |                                                                  |                                                                  |                                                                  |  |  |                                                                         |                                                                         |                                                                         |                                                                         |                                                                         |                                                                         |  |  |
|  |  | AG G (Arbeitsgruppe Geheimnisschutz) Oberstleutnant Johannes ECKARDT                              | AG G (Arbeitsgruppe Geheimnisschutz) Oberstleutnant Johannes ECKARDT                              | AG G (Arbeitsgruppe Geheimnisschutz) Oberstleutnant Johannes ECKARDT                              | AG G (Arbeitsgruppe Geheimnisschutz) Oberstleutnant Johannes ECKARDT                              | AG G (Arbeitsgruppe Geheimnisschutz) Oberstleutnant Johannes ECKARDT                              | AG G (Arbeitsgruppe Geheimnisschutz) Oberstleutnant Johannes ECKARDT                              |  |  | AG XXII (Arbeitsgruppe Terrorabwehr) Oberstleutnant Heinz SCHLANSTEDT             | AG XXII (Arbeitsgruppe Terrorabwehr) Oberstleutnant Heinz SCHLANSTEDT             | AG XXII (Arbeitsgruppe Terrorabwehr) Oberstleutnant Heinz SCHLANSTEDT             | AG XXII (Arbeitsgruppe Terrorabwehr) Oberstleutnant Heinz SCHLANSTEDT             | AG XXII (Arbeitsgruppe Terrorabwehr) Oberstleutnant Heinz SCHLANSTEDT             | AG XXII (Arbeitsgruppe Terrorabwehr) Oberstleutnant Heinz SCHLANSTEDT             |  |  | BdL (Büro der Leitung) Oberstleutnant Oswald SOLTER                                | BdL (Büro der Leitung) Oberstleutnant Oswald SOLTER                                | BdL (Büro der Leitung) Oberstleutnant Oswald SOLTER                                | BdL (Büro der Leitung) Oberstleutnant Oswald SOLTER                                | BdL (Büro der Leitung) Oberstleutnant Oswald SOLTER                                | BdL (Büro der Leitung) Oberstleutnant Oswald SOLTER                                |  |  | WSE (Wach- und Sicherungseinheit) Major Hans-Joachim WEIß        | WSE (Wach- und Sicherungseinheit) Major Hans-Joachim WEIß        | WSE (Wach- und Sicherungseinheit) Major Hans-Joachim WEIß        | WSE (Wach- und Sicherungseinheit) Major Hans-Joachim WEIß        | WSE (Wach- und Sicherungseinheit) Major Hans-Joachim WEIß        | WSE (Wach- und Sicherungseinheit) Major Hans-Joachim WEIß        |  |  | AGL (Arbeitsgruppe des Leiters) Oberstleutnant Kurt ZACHARIAS           | AGL (Arbeitsgruppe des Leiters) Oberstleutnant Kurt ZACHARIAS           | AGL (Arbeitsgruppe des Leiters) Oberstleutnant Kurt ZACHARIAS           | AGL (Arbeitsgruppe des Leiters) Oberstleutnant Kurt ZACHARIAS           | AGL (Arbeitsgruppe des Leiters) Oberstleutnant Kurt ZACHARIAS           | AGL (Arbeitsgruppe des Leiters) Oberstleutnant Kurt ZACHARIAS           |  |  |
|  |  | AG G (Arbeitsgruppe Geheimnisschutz) Oberstleutnant Johannes ECKARDT                              | AG G (Arbeitsgruppe Geheimnisschutz) Oberstleutnant Johannes ECKARDT                              | AG G (Arbeitsgruppe Geheimnisschutz) Oberstleutnant Johannes ECKARDT                              | AG G (Arbeitsgruppe Geheimnisschutz) Oberstleutnant Johannes ECKARDT                              | AG G (Arbeitsgruppe Geheimnisschutz) Oberstleutnant Johannes ECKARDT                              | AG G (Arbeitsgruppe Geheimnisschutz) Oberstleutnant Johannes ECKARDT                              |  |  |                                                                                   | AG XXII (Arbeitsgruppe Terrorabwehr) Oberstleutnant Heinz SCHLANSTEDT             | AG XXII (Arbeitsgruppe Terrorabwehr) Oberstleutnant Heinz SCHLANSTEDT             | AG XXII (Arbeitsgruppe Terrorabwehr) Oberstleutnant Heinz SCHLANSTEDT             | AG XXII (Arbeitsgruppe Terrorabwehr) Oberstleutnant Heinz SCHLANSTEDT             | AG XXII (Arbeitsgruppe Terrorabwehr) Oberstleutnant Heinz SCHLANSTEDT             |  |  | BdL (Büro der Leitung) Oberstleutnant Oswald SOLTER                                | BdL (Büro der Leitung) Oberstleutnant Oswald SOLTER                                | BdL (Büro der Leitung) Oberstleutnant Oswald SOLTER                                | BdL (Büro der Leitung) Oberstleutnant Oswald SOLTER                                | BdL (Büro der Leitung) Oberstleutnant Oswald SOLTER                                | BdL (Büro der Leitung) Oberstleutnant Oswald SOLTER                                |  |  | WSE (Wach- und Sicherungseinheit) Major Hans-Joachim WEIß        | WSE (Wach- und Sicherungseinheit) Major Hans-Joachim WEIß        | WSE (Wach- und Sicherungseinheit) Major Hans-Joachim WEIß        | WSE (Wach- und Sicherungseinheit) Major Hans-Joachim WEIß        | WSE (Wach- und Sicherungseinheit) Major Hans-Joachim WEIß        | WSE (Wach- und Sicherungseinheit) Major Hans-Joachim WEIß        |  |  | AGL (Arbeitsgruppe des Leiters) Oberstleutnant Kurt ZACHARIAS           | AGL (Arbeitsgruppe des Leiters) Oberstleutnant Kurt ZACHARIAS           | AGL (Arbeitsgruppe des Leiters) Oberstleutnant Kurt ZACHARIAS           | AGL (Arbeitsgruppe des Leiters) Oberstleutnant Kurt ZACHARIAS           | AGL (Arbeitsgruppe des Leiters) Oberstleutnant Kurt ZACHARIAS           | AGL (Arbeitsgruppe des Leiters) Oberstleutnant Kurt ZACHARIAS           |  |  |
|  |  |                                                                                                   |                                                                                                   |                                                                                                   |                                                                                                   |                                                                                                   |                                                                                                   |  |  |                                                                                   |                                                                                   |                                                                                   |                                                                                   |                                                                                   |                                                                                   |  |  |                                                                                    |                                                                                    |                                                                                    |                                                                                    |                                                                                    |                                                                                    |  |  |                                                                  |                                                                  |                                                                  |                                                                  |                                                                  |                                                                  |  |  |                                                                         |                                                                         |                                                                         |                                                                         |                                                                         |                                                                         |  |  |
|  |  | OD CK Bitterfeld Oberstleutnant Peter PRÜFER                                                      | OD CK Bitterfeld Oberstleutnant Peter PRÜFER                                                      | OD CK Bitterfeld Oberstleutnant Peter PRÜFER                                                      | OD CK Bitterfeld Oberstleutnant Peter PRÜFER                                                      | OD CK Bitterfeld Oberstleutnant Peter PRÜFER                                                      | OD CK Bitterfeld Oberstleutnant Peter PRÜFER                                                      |  |  | SR AWK (Selbstst. Referat Abwehr, Wehrkommando) Oberstleutnant Horst SCHEIBE      | SR AWK (Selbstst. Referat Abwehr, Wehrkommando) Oberstleutnant Horst SCHEIBE      | SR AWK (Selbstst. Referat Abwehr, Wehrkommando) Oberstleutnant Horst SCHEIBE      | SR AWK (Selbstst. Referat Abwehr, Wehrkommando) Oberstleutnant Horst SCHEIBE      | SR AWK (Selbstst. Referat Abwehr, Wehrkommando) Oberstleutnant Horst SCHEIBE      | SR AWK (Selbstst. Referat Abwehr, Wehrkommando) Oberstleutnant Horst SCHEIBE      |  |  | Abt. N (Nachrichtenwesen) Major Jörg ECKSTEIN                                      | Abt. N (Nachrichtenwesen) Major Jörg ECKSTEIN                                      | Abt. N (Nachrichtenwesen) Major Jörg ECKSTEIN                                      | Abt. N (Nachrichtenwesen) Major Jörg ECKSTEIN                                      | Abt. N (Nachrichtenwesen) Major Jörg ECKSTEIN                                      | Abt. N (Nachrichtenwesen) Major Jörg ECKSTEIN                                      |  |  | Abt. XII (Auskunft, Speicher, Archiv) Oberstleutnant Josef RAUCH | Abt. XII (Auskunft, Speicher, Archiv) Oberstleutnant Josef RAUCH | Abt. XII (Auskunft, Speicher, Archiv) Oberstleutnant Josef RAUCH | Abt. XII (Auskunft, Speicher, Archiv) Oberstleutnant Josef RAUCH | Abt. XII (Auskunft, Speicher, Archiv) Oberstleutnant Josef RAUCH | Abt. XII (Auskunft, Speicher, Archiv) Oberstleutnant Josef RAUCH |  |  | AKG (Auswertungs.- u. Kontrollgruppe) Oberstleutnant Herbert HEBESTREIT | AKG (Auswertungs.- u. Kontrollgruppe) Oberstleutnant Herbert HEBESTREIT | AKG (Auswertungs.- u. Kontrollgruppe) Oberstleutnant Herbert HEBESTREIT | AKG (Auswertungs.- u. Kontrollgruppe) Oberstleutnant Herbert HEBESTREIT | AKG (Auswertungs.- u. Kontrollgruppe) Oberstleutnant Herbert HEBESTREIT | AKG (Auswertungs.- u. Kontrollgruppe) Oberstleutnant Herbert HEBESTREIT |  |  |
|  |  | OD CK Bitterfeld Oberstleutnant Peter PRÜFER                                                      | OD CK Bitterfeld Oberstleutnant Peter PRÜFER                                                      | OD CK Bitterfeld Oberstleutnant Peter PRÜFER                                                      | OD CK Bitterfeld Oberstleutnant Peter PRÜFER                                                      | OD CK Bitterfeld Oberstleutnant Peter PRÜFER                                                      | OD CK Bitterfeld Oberstleutnant Peter PRÜFER                                                      |  |  |                                                                                   | SR AWK (Selbstst. Referat Abwehr, Wehrkommando) Oberstleutnant Horst SCHEIBE      | SR AWK (Selbstst. Referat Abwehr, Wehrkommando) Oberstleutnant Horst SCHEIBE      | SR AWK (Selbstst. Referat Abwehr, Wehrkommando) Oberstleutnant Horst SCHEIBE      | SR AWK (Selbstst. Referat Abwehr, Wehrkommando) Oberstleutnant Horst SCHEIBE      | SR AWK (Selbstst. Referat Abwehr, Wehrkommando) Oberstleutnant Horst SCHEIBE      |  |  | Abt. N (Nachrichtenwesen) Major Jörg ECKSTEIN                                      | Abt. N (Nachrichtenwesen) Major Jörg ECKSTEIN                                      | Abt. N (Nachrichtenwesen) Major Jörg ECKSTEIN                                      | Abt. N (Nachrichtenwesen) Major Jörg ECKSTEIN                                      | Abt. N (Nachrichtenwesen) Major Jörg ECKSTEIN                                      | Abt. N (Nachrichtenwesen) Major Jörg ECKSTEIN                                      |  |  | Abt. XII (Auskunft, Speicher, Archiv) Oberstleutnant Josef RAUCH | Abt. XII (Auskunft, Speicher, Archiv) Oberstleutnant Josef RAUCH | Abt. XII (Auskunft, Speicher, Archiv) Oberstleutnant Josef RAUCH | Abt. XII (Auskunft, Speicher, Archiv) Oberstleutnant Josef RAUCH | Abt. XII (Auskunft, Speicher, Archiv) Oberstleutnant Josef RAUCH | Abt. XII (Auskunft, Speicher, Archiv) Oberstleutnant Josef RAUCH |  |  | AKG (Auswertungs.- u. Kontrollgruppe) Oberstleutnant Herbert HEBESTREIT | AKG (Auswertungs.- u. Kontrollgruppe) Oberstleutnant Herbert HEBESTREIT | AKG (Auswertungs.- u. Kontrollgruppe) Oberstleutnant Herbert HEBESTREIT | AKG (Auswertungs.- u. Kontrollgruppe) Oberstleutnant Herbert HEBESTREIT | AKG (Auswertungs.- u. Kontrollgruppe) Oberstleutnant Herbert HEBESTREIT | AKG (Auswertungs.- u. Kontrollgruppe) Oberstleutnant Herbert HEBESTREIT |  |  |
|  |  |                                                                                                   |                                                                                                   |                                                                                                   |                                                                                                   |                                                                                                   |                                                                                                   |  |  |                                                                                   |                                                                                   |                                                                                   |                                                                                   |                                                                                   |                                                                                   |  |  |                                                                                    |                                                                                    |                                                                                    |                                                                                    |                                                                                    |                                                                                    |  |  |                                                                  |                                                                  |                                                                  |                                                                  |                                                                  |                                                                  |  |  |                                                                         |                                                                         |                                                                         |                                                                         |                                                                         |                                                                         |  |  |
|  |  | OD Buna Oberstleutnant Klaus-Ulrich EHRICH                                                        | OD Buna Oberstleutnant Klaus-Ulrich EHRICH                                                        | OD Buna Oberstleutnant Klaus-Ulrich EHRICH                                                        | OD Buna Oberstleutnant Klaus-Ulrich EHRICH                                                        | OD Buna Oberstleutnant Klaus-Ulrich EHRICH                                                        | OD Buna Oberstleutnant Klaus-Ulrich EHRICH                                                        |  |  | BKG (Bezirkskoordinierungsgruppe) Oberstleutnant Peter HERZOG                     | BKG (Bezirkskoordinierungsgruppe) Oberstleutnant Peter HERZOG                     | BKG (Bezirkskoordinierungsgruppe) Oberstleutnant Peter HERZOG                     | BKG (Bezirkskoordinierungsgruppe) Oberstleutnant Peter HERZOG                     | BKG (Bezirkskoordinierungsgruppe) Oberstleutnant Peter HERZOG                     | BKG (Bezirkskoordinierungsgruppe) Oberstleutnant Peter HERZOG                     |  |  | Abt. OT (Operative Technik) Major Kurt DEMUTH                                      | Abt. OT (Operative Technik) Major Kurt DEMUTH                                      | Abt. OT (Operative Technik) Major Kurt DEMUTH                                      | Abt. OT (Operative Technik) Major Kurt DEMUTH                                      | Abt. OT (Operative Technik) Major Kurt DEMUTH                                      | Abt. OT (Operative Technik) Major Kurt DEMUTH                                      |  |  | Abt. Medizin. Dienst Oberstleutnant Dr. Peter HERRMANN           | Abt. Medizin. Dienst Oberstleutnant Dr. Peter HERRMANN           | Abt. Medizin. Dienst Oberstleutnant Dr. Peter HERRMANN           | Abt. Medizin. Dienst Oberstleutnant Dr. Peter HERRMANN           | Abt. Medizin. Dienst Oberstleutnant Dr. Peter HERRMANN           | Abt. Medizin. Dienst Oberstleutnant Dr. Peter HERRMANN           |  |  | Abt. KuSch (Kader und Schulung) Major Jürgen OCH                        | Abt. KuSch (Kader und Schulung) Major Jürgen OCH                        | Abt. KuSch (Kader und Schulung) Major Jürgen OCH                        | Abt. KuSch (Kader und Schulung) Major Jürgen OCH                        | Abt. KuSch (Kader und Schulung) Major Jürgen OCH                        | Abt. KuSch (Kader und Schulung) Major Jürgen OCH                        |  |  |
|  |  | OD Buna Oberstleutnant Klaus-Ulrich EHRICH                                                        | OD Buna Oberstleutnant Klaus-Ulrich EHRICH                                                        | OD Buna Oberstleutnant Klaus-Ulrich EHRICH                                                        | OD Buna Oberstleutnant Klaus-Ulrich EHRICH                                                        | OD Buna Oberstleutnant Klaus-Ulrich EHRICH                                                        | OD Buna Oberstleutnant Klaus-Ulrich EHRICH                                                        |  |  |                                                                                   | BKG (Bezirkskoordinierungsgruppe) Oberstleutnant Peter HERZOG                     | BKG (Bezirkskoordinierungsgruppe) Oberstleutnant Peter HERZOG                     | BKG (Bezirkskoordinierungsgruppe) Oberstleutnant Peter HERZOG                     | BKG (Bezirkskoordinierungsgruppe) Oberstleutnant Peter HERZOG                     | BKG (Bezirkskoordinierungsgruppe) Oberstleutnant Peter HERZOG                     |  |  | Abt. OT (Operative Technik) Major Kurt DEMUTH                                      | Abt. OT (Operative Technik) Major Kurt DEMUTH                                      | Abt. OT (Operative Technik) Major Kurt DEMUTH                                      | Abt. OT (Operative Technik) Major Kurt DEMUTH                                      | Abt. OT (Operative Technik) Major Kurt DEMUTH                                      | Abt. OT (Operative Technik) Major Kurt DEMUTH                                      |  |  | Abt. Medizin. Dienst Oberstleutnant Dr. Peter HERRMANN           | Abt. Medizin. Dienst Oberstleutnant Dr. Peter HERRMANN           | Abt. Medizin. Dienst Oberstleutnant Dr. Peter HERRMANN           | Abt. Medizin. Dienst Oberstleutnant Dr. Peter HERRMANN           | Abt. Medizin. Dienst Oberstleutnant Dr. Peter HERRMANN           | Abt. Medizin. Dienst Oberstleutnant Dr. Peter HERRMANN           |  |  | Abt. KuSch (Kader und Schulung) Major Jürgen OCH                        | Abt. KuSch (Kader und Schulung) Major Jürgen OCH                        | Abt. KuSch (Kader und Schulung) Major Jürgen OCH                        | Abt. KuSch (Kader und Schulung) Major Jürgen OCH                        | Abt. KuSch (Kader und Schulung) Major Jürgen OCH                        | Abt. KuSch (Kader und Schulung) Major Jürgen OCH                        |  |  |
|  |  |                                                                                                   |                                                                                                   |                                                                                                   |                                                                                                   |                                                                                                   |                                                                                                   |  |  |                                                                                   |                                                                                   |                                                                                   |                                                                                   |                                                                                   |                                                                                   |  |  | Abt. RD (Rückwärtige Dienste) Major Eberhard WÖLK                                  | Abt. RD (Rückwärtige Dienste) Major Eberhard WÖLK                                  | Abt. RD (Rückwärtige Dienste) Major Eberhard WÖLK                                  | Abt. RD (Rückwärtige Dienste) Major Eberhard WÖLK                                  | Abt. RD (Rückwärtige Dienste) Major Eberhard WÖLK                                  | Abt. RD (Rückwärtige Dienste) Major Eberhard WÖLK                                  |  |  | Kreisdienststellen                                               | Kreisdienststellen                                               | Kreisdienststellen                                               | Kreisdienststellen                                               | Kreisdienststellen                                               | Kreisdienststellen                                               |  |  |                                                                         |                                                                         |                                                                         |                                                                         |                                                                         |                                                                         |  |  |
|  |  |                                                                                                   |                                                                                                   |                                                                                                   |                                                                                                   |                                                                                                   |                                                                                                   |  |  |                                                                                   |                                                                                   |                                                                                   |                                                                                   |                                                                                   |                                                                                   |  |  | Abt. RD (Rückwärtige Dienste) Major Eberhard WÖLK                                  | Abt. RD (Rückwärtige Dienste) Major Eberhard WÖLK                                  | Abt. RD (Rückwärtige Dienste) Major Eberhard WÖLK                                  | Abt. RD (Rückwärtige Dienste) Major Eberhard WÖLK                                  | Abt. RD (Rückwärtige Dienste) Major Eberhard WÖLK                                  | Abt. RD (Rückwärtige Dienste) Major Eberhard WÖLK                                  |  |  | Kreisdienststellen                                               | Kreisdienststellen                                               | Kreisdienststellen                                               | Kreisdienststellen                                               | Kreisdienststellen                                               | Kreisdienststellen                                               |  |  |                                                                         |                                                                         |                                                                         |                                                                         |                                                                         |                                                                         |  |  |
|  |  | OD Leuna Oberstleutnant Walter SCHLECHTER                                                         | OD Leuna Oberstleutnant Walter SCHLECHTER                                                         | OD Leuna Oberstleutnant Walter SCHLECHTER                                                         | OD Leuna Oberstleutnant Walter SCHLECHTER                                                         | OD Leuna Oberstleutnant Walter SCHLECHTER                                                         | OD Leuna Oberstleutnant Walter SCHLECHTER                                                         |  |  | Abt. II (Spionageabwehr) Oberstleutnant Karl-Heinz KITTLER                        | Abt. II (Spionageabwehr) Oberstleutnant Karl-Heinz KITTLER                        | Abt. II (Spionageabwehr) Oberstleutnant Karl-Heinz KITTLER                        | Abt. II (Spionageabwehr) Oberstleutnant Karl-Heinz KITTLER                        | Abt. II (Spionageabwehr) Oberstleutnant Karl-Heinz KITTLER                        | Abt. II (Spionageabwehr) Oberstleutnant Karl-Heinz KITTLER                        |  |  | Abt. M (Postüberwachung) Oberstleutnant Rüdiger PORTIUS                            | Abt. M (Postüberwachung) Oberstleutnant Rüdiger PORTIUS                            | Abt. M (Postüberwachung) Oberstleutnant Rüdiger PORTIUS                            | Abt. M (Postüberwachung) Oberstleutnant Rüdiger PORTIUS                            | Abt. M (Postüberwachung) Oberstleutnant Rüdiger PORTIUS                            | Abt. M (Postüberwachung) Oberstleutnant Rüdiger PORTIUS                            |  |  |                                                                  |                                                                  |                                                                  |                                                                  |                                                                  |                                                                  |  |  |                                                                         |                                                                         |                                                                         |                                                                         |                                                                         |                                                                         |  |  |
|  |  | OD Leuna Oberstleutnant Walter SCHLECHTER                                                         | OD Leuna Oberstleutnant Walter SCHLECHTER                                                         | OD Leuna Oberstleutnant Walter SCHLECHTER                                                         | OD Leuna Oberstleutnant Walter SCHLECHTER                                                         | OD Leuna Oberstleutnant Walter SCHLECHTER                                                         | OD Leuna Oberstleutnant Walter SCHLECHTER                                                         |  |  |                                                                                   | Abt. II (Spionageabwehr) Oberstleutnant Karl-Heinz KITTLER                        | Abt. II (Spionageabwehr) Oberstleutnant Karl-Heinz KITTLER                        | Abt. II (Spionageabwehr) Oberstleutnant Karl-Heinz KITTLER                        | Abt. II (Spionageabwehr) Oberstleutnant Karl-Heinz KITTLER                        | Abt. II (Spionageabwehr) Oberstleutnant Karl-Heinz KITTLER                        |  |  | Abt. M (Postüberwachung) Oberstleutnant Rüdiger PORTIUS                            | Abt. M (Postüberwachung) Oberstleutnant Rüdiger PORTIUS                            | Abt. M (Postüberwachung) Oberstleutnant Rüdiger PORTIUS                            | Abt. M (Postüberwachung) Oberstleutnant Rüdiger PORTIUS                            | Abt. M (Postüberwachung) Oberstleutnant Rüdiger PORTIUS                            | Abt. M (Postüberwachung) Oberstleutnant Rüdiger PORTIUS                            |  |  |                                                                  |                                                                  |                                                                  |                                                                  |                                                                  |                                                                  |  |  |                                                                         |                                                                         |                                                                         |                                                                         |                                                                         |                                                                         |  |  |
|  |  |                                                                                                   |                                                                                                   |                                                                                                   |                                                                                                   |                                                                                                   |                                                                                                   |  |  |                                                                                   |                                                                                   |                                                                                   |                                                                                   |                                                                                   |                                                                                   |  |  |                                                                                    |                                                                                    |                                                                                    |                                                                                    |                                                                                    |                                                                                    |  |  |                                                                  |                                                                  |                                                                  |                                                                  |                                                                  |                                                                  |  |  |                                                                         |                                                                         |                                                                         |                                                                         |                                                                         |                                                                         |  |  |
|  |  |                                                                                                   |                                                                                                   |                                                                                                   |                                                                                                   |                                                                                                   |                                                                                                   |  |  |                                                                                   |                                                                                   |                                                                                   |                                                                                   |                                                                                   |                                                                                   |  |  |                                                                                    |                                                                                    |                                                                                    |                                                                                    |                                                                                    |                                                                                    |  |  |                                                                  |                                                                  |                                                                  |                                                                  |                                                                  |                                                                  |  |  |                                                                         |                                                                         |                                                                         |                                                                         |                                                                         |                                                                         |  |  |

### Unterstellte Dienststellen und Objekte

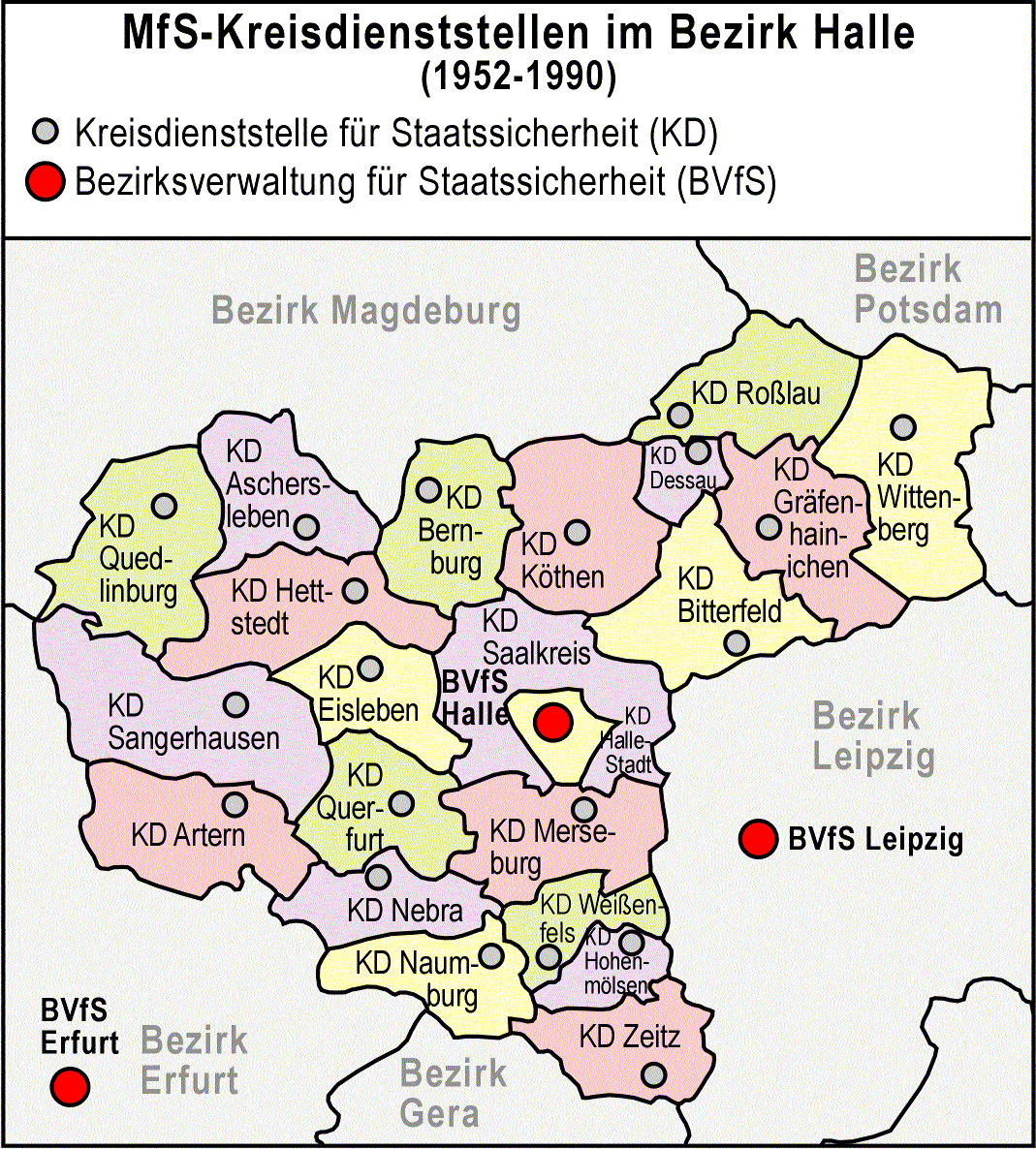
Kreisdienststellen des MfS im Bezirk Halle, 1989

Der BVfS Halle unterstanden insgesamt 23 Kreisdienststellen für Staatssicherheit (KDfS), deren Leiter alle Oberstleutnant (OSL) waren. Die Zahlen der Hauptamtlichen (HA) und der Inoffiziellen Mitarbeiter (IM) enthalten alle Mitarbeiter zum Stand 31. Oktober 1989.
1. KDfS Artern (Puschkin-Straße 23–24) Leitung: OSL Wolfgang Haase. IM (1989): 287. Überlieferter Akten-Umfang: 72 lfm.[102]
2. KDfS Aschersleben (Dr.-Kurt-Fischer-Straße 1) Leitung: OSL Rudolf Brauer. IM (1989): 442. Überlieferter Akten-Umfang: 62 lfm.[103]
3. KDfS Bernburg (Liebknechtstraße 61–63) Leitung: OSL Frank Merbitz. IM (1989): 470. Überlieferter Akten-Umfang: 44 lfm.[104]
4. KDfS Bitterfeld (Puschkinstr. 20–24) Leitung: OSL Karl-Heinz Malzahn. IM (1989): 474. Überlieferter Akten-Umfang: 101 lfm.[105]
5. KDfS Dessau (Puschkinallee 1) Leitung: OSL Kurt Koch. IM (1989): 302 Überlieferter Akten-Umfang: 45 lfm.[106]
6. KDfS Eisleben (Wilhelm-Beinert-Straße 2) Leitung: OSL Manfred Michaelis. IM (1989): 274. Überlieferter Akten-Umfang: 44 lfm.[107]
7. KDfS Gräfenhainichen (Adam-Weiße-Straße 48) Leitung: OSL Ralf Büntig. IM (1989): 170. Überlieferter Akten-Umfang: 18 lfm.[108]
8. KDfS Halle (Ludwig-Stur-Straße 1), Leitung: OSL Wolfgang Thomas. IM (1989): 582. Überlieferter Akten-Umfang: 57 lfm.[109]
9. KDfS Halle-Neustadt (Gimritzer Damm bei der BVfS Halle) Leitung: OSL Werner Staat. IM (1989): 183. Überlieferter Akten-Umfang: 217 lfm.[110]
10. KDfS Hettstedt (Fritz-Probst-Straße 25) Leitung: OSL Otto Büchner. IM (1989): 358. Überlieferter Akten-Umfang: 25 lfm.[111]
11. KDfS Hohenmölsen (Oststraße 11) Leitung: OSL Joachim Karl. IM (1989): 238. Überlieferter Akten-Umfang: 65 lfm.[112]
12. KDfS Köthen (Maxim-Gorki-Straße) Leitung: OSL Karl-Heinz Conrad. IM (1989): 325. Überlieferter Akten-Umfang: 36 lfm.[113]
13. KDfS Merseburg (Poststraße 16) Leitung: OSL Bernd Conrad. IM (1989): 442. Überlieferter Akten-Umfang: 42 lfm.[114]
14. KDfS Naumburg (Marienring 12) Leitung: OSL Eckard Bach. IM (1989): 229. Überlieferter Akten-Umfang: 74 lfm.[115]
15. KDfS Nebra (An der Promenade 12) Leitung: OSL Rudolf Dittrich. IM (1989): 232. Überlieferter Akten-Umfang: 73 lfm.[116]
16. KDfS Quedlinburg (Ethel-und-Julius-Rosenbergstraße/Neuer Weg 24a) Leitung: OSL Lothar Schulze. IM (1989): 316. Überlieferter Akten-Umfang: 55 lfm.[117]
17. KDfS Querfurt (Döcklitzer Tor) Leitung: OSL Horst Hüffer. IM (1989): 155. Überlieferter Akten-Umfang: 15 lfm.[118]
18. KDfS Roßlau (Straße der Opfer des Faschismus 46) Leitung: OSL Gerd Weyhrauch. IM (1989): 249. Überlieferter Akten-Umfang: 94 lfm.[119]
19. KDfS Saalkreis (Dr.-Richard-Sorge-Straße 18–19) Leitung: OSL Jürgen Bieback. IM (1989): 209. Überlieferter Akten-Umfang: 49 lfm.[120]
20. KDfS Sangerhausen (Marienstraße 2) Leitung: OSL Eberhard Lawrenz. IM (1989): 337. Überlieferter Akten-Umfang: 27 lfm.[121]
21. KDfS Weißenfels (Leninstraße 27) Leitung: OSL Ingo Horn. IM (1989): 273. Überlieferter Akten-Umfang: 84 lfm.[122]
22. KDfS Wittenberg (Melanchthonstraße 6) Leitung: OSL Günter Bolewski. IM (1989): 391. Überlieferter Akten-Umfang: 31 lfm.[123]
23. KDfS Zeitz (Zeppelinstraße 1) Leitung: OSL Gert Enke. IM (1989): 419. Überlieferter Akten-Umfang: 37 lfm.[124]

Hinzu kamen drei Objektdienststellen (OD) in den großen Kombinaten.
1. OD Buna, Leitung: OSL Klaus-Ulrich Ehrich. IM (1989): 288. Überlieferter Akten-Umfang: 241 lfm.[126]
2. OD Leuna, Leitung: OSL Walter Schlechter. IM (1989): 293. Überlieferter Akten-Umfang: 91 lfm.[127]
3. OD Chemisches Kombinat Bitterfeld, Leitung: OSL Peter Prüfer. IM (1989): 175. Überlieferter Akten-Umfang: 28 lfm.[128]

Der Rote Ochse ist eine Justizvollzugsanstalt in Halle, Am Kirchtor 20, die ab Juli 1945 als Haft- und Internierungslager des NKWD genutzt wurde. Bis 1950 fanden im Roten Ochsen sowjetische Militärgerichtsverfahren gegen mehrere tausend Gefangene statt. Anschließend teilten sich das Ministerium des Innern und das Ministerium für Staatssicherheit (MfS) der DDR die Nutzung des Gebäudes als Untersuchungshaftanstalt. Neben der Verwendung für den Strafvollzug mit 470 Haftplätzen für weibliche Gefangene aus der gesamten DDR diente der Rote Ochse seit 1952 als Untersuchungshaftanstalt des MfS. Während des Aufstands des 17. Juni wurde der Doktorand Gerhard Schmidt (1926–1953) aus dem Gefängnisbau heraus erschossen. Der Rote Ochse war Dienstsitz der MfS-Abteilungen VIII (Beobachtung und Ermittlung), IX (Untersuchungsorgan) und XIV (Untersuchungshaft und Strafvollzug) sowie der Arbeitsgruppe XXII (Terrorabwehr) der BVfS Halle. Bis 1989 durchliefen hier über 9.000 Personen eine Untersuchungshaft.
Die ehemalige Ausweichführungsstelle des BVfS Halle befand sich in einem geheimen Stasi-Bunker in Ostrau. Die als Objekt „Fasan“ bezeichnete Bunkeranlage, die in den Jahren von 1969 bis 1971 gebaut worden war, wurde für den Fall eines Atomkriegs oder eines konventionellen Angriffs konzipiert. Der massive Stahlbeton-Bunker mit 580 Quadratmetern Fläche (16 Gänge mit 14,03 m Länge) lag in 5 bis 6 m Tiefe, wobei die Bedeckung mit Erde rund 2,50 m betrug. Neben Arbeits- und Schlafräumen gab es sanitäre Einrichtungen, Küche, Krankenstation, Notstromaggregate, Luftfilter und Nachrichtentechnik. Die 16 Räume sind dabei zu zweimal acht Zinken wie bei einem Kamm angeordnet, wobei jeder Raum 2 × 14 m groß ist. Als Legendierung des Bunkers wurde verbreitet, es handele sich um eine Obstplantage mit Doppelwohnhaus. Die Anlage wurde auch vor anderen bewaffneten Organen der DDR geheim gehalten, was zu kuriosen Vorfällen führen konnte. So versuchte der Offizier einer VP-Bereitschaft mit Schützenpanzerwagen auf das Objekt zu gelangen, um hier eine Übung abzuhalten, was vom Objektkommandant verhindert wurde.
Stand 1989 gab es 447 konspirative Wohnungen und 68 Dienst- und Ferienobjekte, die der BVfS Halle unterstanden. Ein Treff in der Mittelstraße war Anlaufpunkt für 36 IM, ein anderer in der Brüderstraße für 25. Ob die konspirativen Wohnungen effektiv waren, könnte eine Analyse der über 400 Akten zu den Objekten in Halle erbringen.

### Vorbereitung auf Tag X

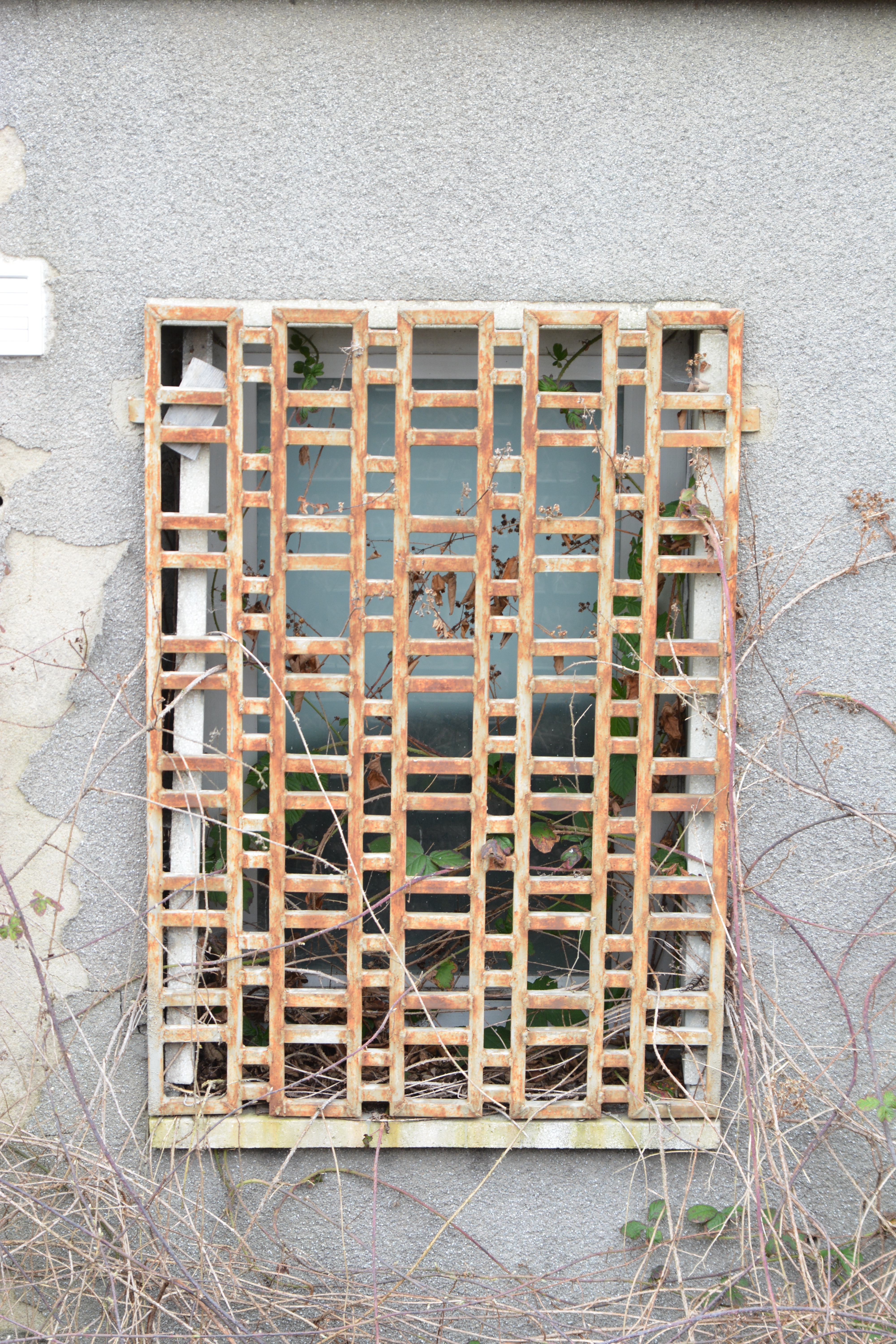
Kellergitter am Hauptgebäude der BVfS Halle, 2024

Die streng geheime „Direktive 1/67“, die seit Ende Juli 1967 geplant worden war, sah eine konzertierte Aktion aller Bezirks- und Kreisdienststellen des Ministeriums für Staatssicherheit innerhalb von 24 Stunden vor. Die Direktive unterschied bei den Vorbeugemaßnahmen zwischen „Internierung“ und „Isolierung“. Interniert werden sollten Ausländer und Transitreisende, die sich auf dem Gebiet der DDR aufhielten. Dafür sollten insgesamt 35 Internierungslager mit einer Kapazität von 21.000 Personen und einer Maximalkapazität von 26.000 Personen eingerichtet werden; jedes sollte mindestens 60 km von der innerdeutschen Grenze entfernt sein. Auch Internierungslager für 855 Diplomaten und Korrespondenten in Berlin sollten eingerichtet werden.
Die „Isolierung“ richtete sich ausschließlich gegen die eigene Bevölkerung und wurde als Vorbeugekomplex bezeichnet. Im Dezember 1988 waren 85.939 Personen für diese Maßnahmen erfasst, davon 2.955 zur Inhaftierung in den MfS-Untersuchungshaftanstalten, 10.726 Personen zur Inhaftierung in den Isolierungslagern, 937 „unzuverlässige“ Leiter waren für eine verstärkte Überwachung mit dem Ziel ihrer späteren Ablösung vorgesehen und weitere 71.321 Bürger waren als „feindlich-negative Personen“ registriert.
Aus dem Bezirk Halle sind die meisten namentlichen Übersichten der zu Isolierenden vernichtet worden. „Im Bezirk Halle, das geht aus den Unterlagen hervor, waren 1985 368 Personen in die Kennziffer 4. 1. 1. einklassifiziert, wobei der Großteil der Festnahmen im Verantwortungsbereich der Kreisdienststellen erfolgen sollte“. Zuletzt waren 502 Personen zur Inhaftierung vorgesehen. Im Bezirk Halle war beispielsweise ein geplantes Isolierungslager im „Objekt Seeburg“ bei Eisleben vorgesehen.

## Aktivitäten (Auswahl)

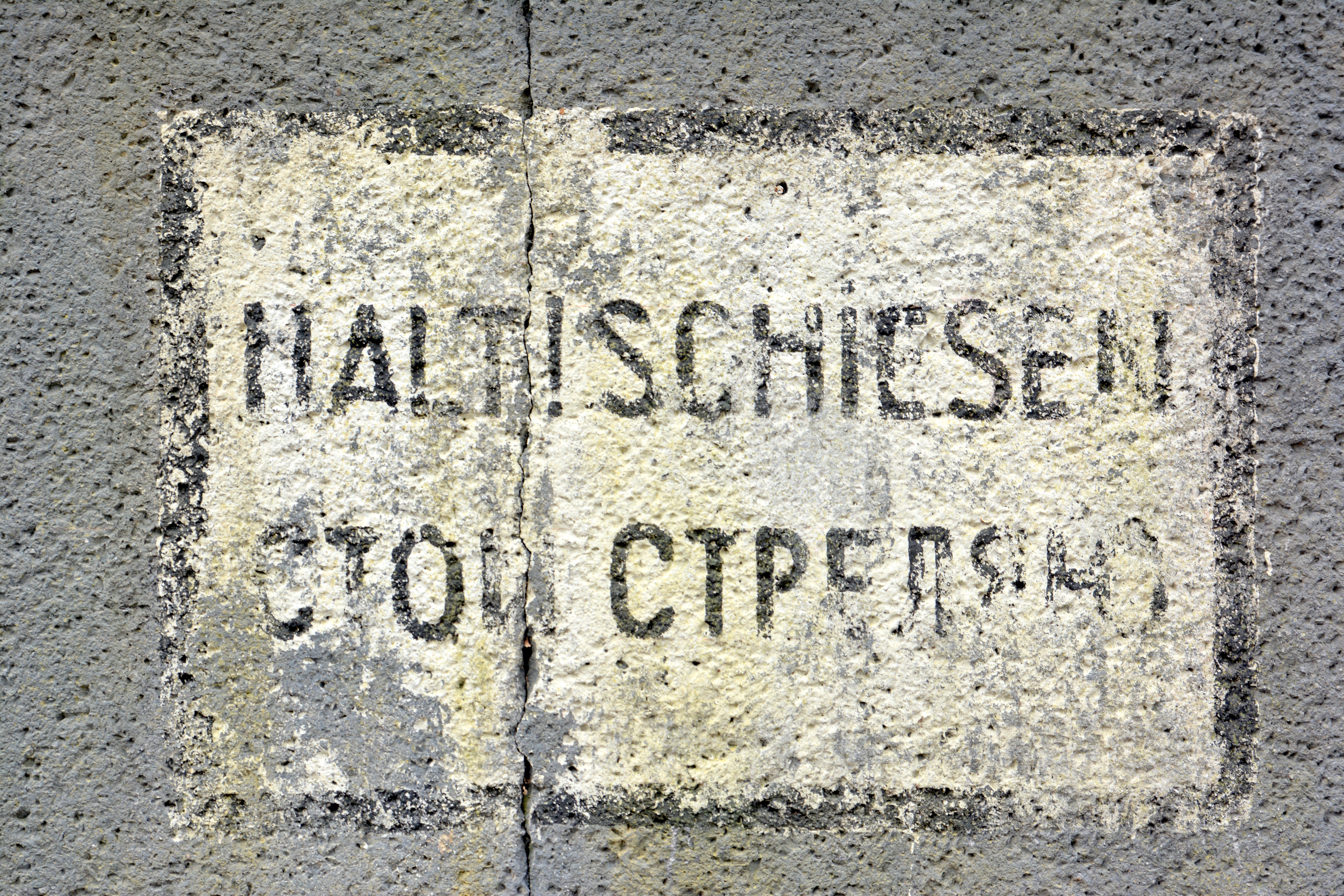
Aufgemalte deutsche und russische Anweisungen, 2024

### Telefon- und Postüberwachung
Der Art. 31 der Verfassung der DDR von 1968 schützte das Postgeheimnis als unverletzbar. Es durfte nur auf gesetzlicher Grundlage eingeschränkt werden, wenn es die Sicherheit des sozialistischen Staates oder eine strafrechtliche Verfolgung erfordern. Die Mitarbeiter und Beauftragten der Deutschen Post der DDR waren nach § 18 des Gesetzes über das Post- und Fernmeldewesen verpflichtet, das Post- und Fernmeldegeheimnis zu wahren. Das unbefugte Öffnen von Briefsendungen oder Telegrammen während der Beförderung oder die Mitteilung des Inhalts von Nachrichten, die der Deutschen Post anvertraut waren, durch Mitarbeiter oder Beauftragte der Deutschen Post an Nichtberechtigte wurde gem. § 202 StGB (DDR) als Straftat gegen den Nachrichtenverkehr bestraft. Als Straftat gegen Freiheit und Würde des Menschen wurde bestraft, wer sich vom Inhalt eines verschlossenen Schriftstückes oder einer anderen verschlossenen Sendung unberechtigt Kenntnis verschaffte (§ 135 StGB-DDR). Dennoch erfolgte eine systematische Kontrolle aller Postsendungen aus oder in die Bundesrepublik oder West-Berlin durch die Abteilung M des Ministeriums für Staatssicherheit. Diese arbeitete mit der Deutschen Post der DDR zusammen. Innerhalb der Post firmierte die Postkontrolle unter der Tarnbezeichnung „Abteilung 12“ oder „Dienststelle 12“.
Mit Hilfe der Automatisierung der Heißdampföffnung war eine Öffnungsrate von 90 Prozent der Postsendungen „Inland“ und „Abgang“ sowie von bis zu 60 Prozent aller Post der Verkehrsrichtung „Eingang“ geplant.
Neben den Bezirken Rostock, Gera, Neubrandenburg, Frankfurt (Oder) und Karl-Marx-Stadt wurde auch im Bezirk Halle „jeder zweite Brief“ geöffnet. Selbst noch am 19. Januar 1990 meldete der westdeutsche Geheimdienst, dass die Postkontrolle des Amtes für Nationale Sicherheit (AfNS), „wieder in alter Stärke“ arbeite.
Während es in der gesamten DDR im Jahr 1988 etwa rund eine Million private Telefonanschlüsse gab, was 16,4 Prozent der Haushalte entsprach, waren es in Halle 13,2 Prozent der Haushalte. Errichtung einer Chiffrierstelle.

### Personenüberwachung, Verhöre, Zersetzung
Personenüberwachung und Verhöre gehörten zur Haupttätigkeit der Staatssicherheit. Zu Beginn standen vor allem Vertreter der Kirchen im Fokus. Als Beispiel sei der hallesche Studentenpfarrer Johannes Hamel (1911–2002) genannt, der wegen Boykotthetze am 12. Februar 1953 verhaftet worden war und verhört wurde. Erst aufgrund sowjetischer Intervention sah sich die SED gezwungen, ihren „offenen kirchenpolitischen Liquidationskurs aufzugeben“. Nach heftigen (auch internationalen) Protesten gegen die Inhaftierung wies Erich Mielke am 9. Juli die Freilassung an, die am Tag darauf erfolgte.
Für die Verhöre wendeten die Stasimitarbeiter Isolationshaft, Nachtverhöre und Schlafentzug an. Zudem sollten psychische und anfangs auch physische Gewalt die Gefangenen zu Geständnissen zwingen. Im Zusammenhang mit den Verhören gab es die sogenannte „Linie 9“, ein mit kriminalpolizeilichen Befugnissen und geheimdienstlichen Möglichkeiten ausgestattetes eigenes „Ermittlungsorgan“. In den 1980er Jahren erreichte diese Abteilung bei den ersten Verhören eine Geständnisquote von über 80 Prozent, die 1988 auf 95 Prozent gesteigert wurde.
Die Zersetzung war eine geheimpolizeiliche Methode des MfS zur Bekämpfung vermeintlicher und tatsächlicher politischer Gegner. Als repressive Verfolgungspraxis bestanden die Zersetzungsmethoden aus umfangreichen, heimlichen Steuerungs- und Manipulationsfunktionen und subtilen Formen ausgeklügelten Psychoterrors bis in die persönlichsten und intimsten Beziehungen der Opfer hinein. Das MfS griff dabei auf ein Netz Inoffizieller Mitarbeiter, staatliche Einflussmöglichkeiten auf alle Arten von Institutionen sowie die „Operative Psychologie“ zurück.

### Zusammenarbeit mit dem KGB
Das MfS blieb auch nach seiner formellen Gleichberechtigung mit dem KGB im Jahr 1958 ein „Diener zweier Herren“. Es agierte zugleich als „Schild und Schwert“ der SED wie als Dienstleister für die sowjetischen „Freunde“. Dabei prägte informelle Unterwerfung des MfS die Kooperation mit dem KGB. Die Zusammenarbeit in Halle erfolgte unter anderem mit der KGB-Residentur und dem Haus der DSF. Die Residenturen hatten eine Doppelfunktion, einerseits waren sie für den Kontakt zur Staatssicherheit zuständig, gleichzeitig waren aber die dort Entsandten Mitarbeiter der Auslandsspionage des KGB.
Verbindungsoffizier des KGB war von November bis Dezember 1955 Oberstleutnant Anatoli Nikolajewitsch Burenin (БУРЕНИН Анатолий Николаевич)
In der Kardinal-Albrecht-Straße 6 in Halle wurde 1951 das Haus der „Haus der DSF A. S. Puschkin“, in der Öffentlichkeit kurz „Puschkinhaus“ genannt, an die Gesellschaft für Deutsch-Sowjetische Freundschaft (DSF) übergeben.
In der KGB-Residentur des Bezirks Halle war in den Jahren 1965 bis 1970 und 1972 bis 1977 der KGB-Offizier Aleksej Rostowzew eingesetzt.
Der in Dresden tätige KGB-Agent Viktor Adianow hatte ein Jahr an der Universität Halle studiert „und über Lessings Dramentheorie und den Verfremdungseffekt bei Brecht geschrieben“.

### Überwachung der Martin-Luther-Universität Halle
Einen Fokus der Überwachung bildeten die Mitarbeiter und Studierenden der Martin-Luther-Universität Halle. Im Jahr 1981 kamen auf 90 Studenten zwei IMs. Demgegenüber fällt eine höhere Zahl von IM unter Studenten im Bereich der Medizinischen Fakultät auf.
In den 1980er-Jahren gab es laut Reichert etwa 500 Inoffizielle beziehungsweise Gesellschaftliche Mitarbeiter und mehr als 110 konspirative Wohnungen.
Oftmals waren solche Anwerbungen mit strafrelevantem Verhalten verbunden. So ist der Fall bei einem Theologiestudenten gelagert, der Mitte der 1960er Jahre wegen „Erregung öffentlichen Ärgernisses“ (vermutlich Exhibitionismus) als Informant zur Aufdeckung der einschlägigen Szene zunächst Inoffizieller Mitarbeiter der Kriminalpolizei, später der Staatssicherheit wurde. „In kurzer Zeit entwickelte er sich zum wichtigsten Zuträger an einer mitteldeutschen Fakultät und geriet in ein Abhängigkeitsverhältnis zum MfS, aus dem er sich nicht befreien konnte. [...] Da er als Theologe anerkannt war und kurz nach seinem Studium Assistent wurde, plante das MfS, ihn in eine Dozentur oder Professur zu bringen.“ Die Stasi wähnte sich seiner laut Unterlagen so sicher, dass man ihn sogar in den Westen reisen ließ, von wo er jedoch nicht zurückkehrte.

## Personen mit Bezug zum BVfS Halle

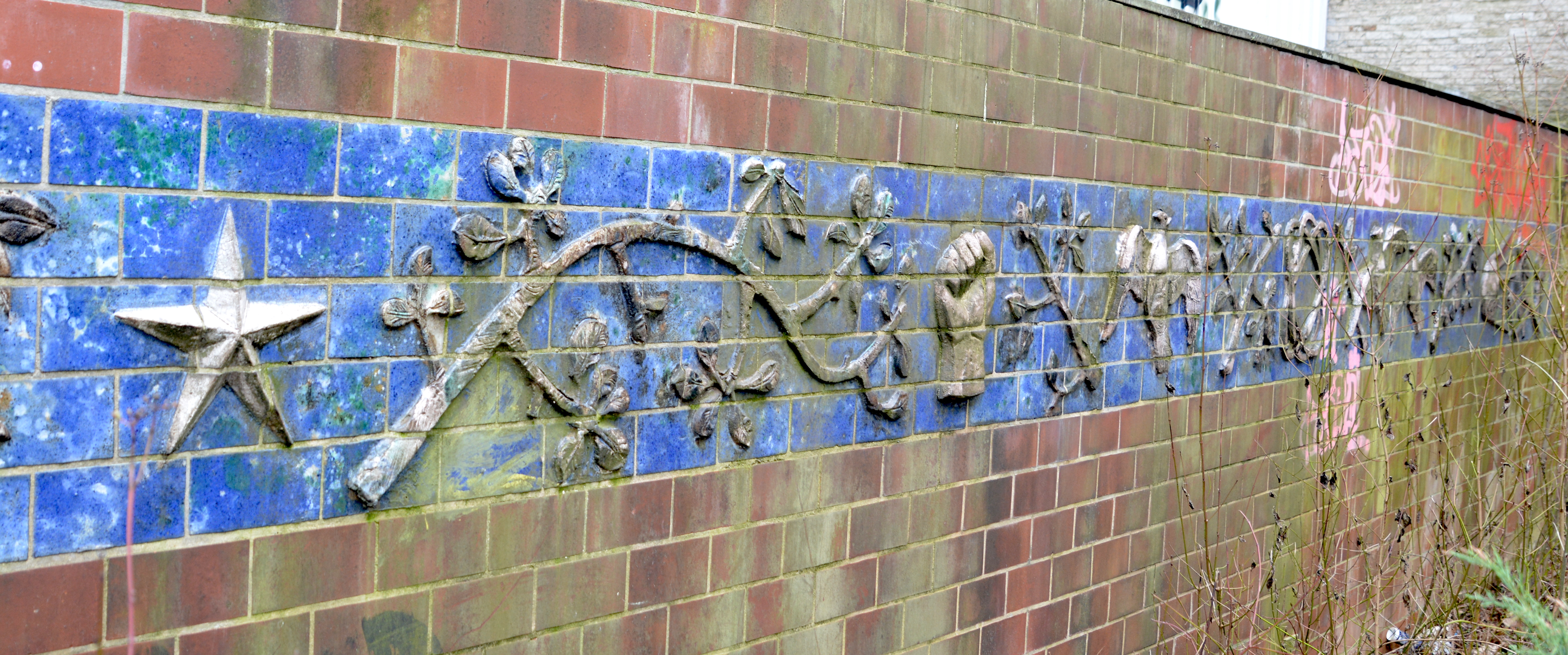
Bildfries aus der Stasi-Zentrale Halle, 2024

### Bekannte Mitarbeiter (Auswahl)
- Eduard Switalla (1919–2004), nach gewalttätigen Übergriffen gegen Gefangene als Leiter der BVfS Rostock wurde er 1952 nach Halle (Saale) versetzt und dort Leiter der Abteilung Rüstungsindustrie. Allerdings wurde er bereits im Januar 1953 Leiter der MfS-Kreisdienststelle in Dessau.
- Axel Kählert (* 1950) war von 1978 bis 1989 hauptamtlicher Mitarbeiter der Bezirksverwaltung Halle, zuletzt als Hauptmann, und erhielt für seine Arbeit drei Verdienstmedaillen.[156]
- Manfred Weihmann (1938–2006), von 1966 bis 1972 in der Abteilung XVIII (Volkswirtschaft) der Bezirksverwaltung (BV) Halle.
- Udo Lemme (* 1941), arbeitete seit 1967 in der Abteilung XX (Staatsapparat, Kultur, Kirchen, Untergrund), ehe er 1970 zur Rechtsstelle des MfS nach Berlin versetzt wurde.
- Walter Thräne (1926–1993), kam nach kurzer Tätigkeit in der BVfS Halle als Unterleutnant in die neue MfS-Arbeitsgruppe „Wissenschaftlich-technische Auswertung“ (WTA) nach Berlin. Er flüchtete 1962 als hauptamtlicher Mitarbeiter im Rang eines Hauptmanns in die Bundesrepublik, wurde aber kurze Zeit später vom MfS in Österreich entführt, in die DDR verschleppt und zu 15 Jahren Zuchthaus verurteilt. Wegen eines Gnadengesuchs und einer allgemeinen Amnestie wurde er 1973 vorzeitig entlassen.

### Stellvertretender Operativ des Leiters
- Oberst Udo Hahn
- Oberst Rolf Schöppe (1989), stellv. Operativ des Leiters der BVfS Halle

### Inoffizielle Mitarbeiter (Auswahl)
- Der IM „Paul Berger“ berichtet detailliert über ein Flüchtlingslager für DDR-Flüchtlinge in Niedersachsen. In den 1950er Jahren nahm das Bundesland Niedersachsen einen bemerkenswert großen Anteil an Flüchtlingen aus der DDR auf. Auf Borkum, in Emden und Aurich wurden dafür etliche Flüchtlingslager eingerichtet. Die Stasi war früh bei der Beobachtung von Flüchtlingslagern auf der Insel Borkum aktiv und sammelte lange Zeit Informationen über das Lager in einer früheren Kaserne von einzelnen Personen, die oft als inoffizielle Mitarbeiter verpflichten werden konnten. So war unter dem Decknamen „Paul Berger“ ein Aussiedler, der 1957 wieder in die DDR zurückgekehrt war, aktiv und von 1963 bis 1965 im Bezirk Halle im Einsatz.[157]
- Michael Schädlich, der von 2012 bis zu seinem Rücktritt im Dezember 2018 Präsident des Halleschen FC war,[158] hatte als IM „Walter Flegel“ zwischen 1983 und 1989 vor allem an der Uni in Halle Studenten und Mitarbeiter ausspioniert. Laut seiner Akte habe er als damaliger Uni-Dozent „umfassend über mehrere Zielpersonen detailliert berichtet. Dabei spitzelte er teilweise sogar bis in den privatesten Bereich hinein. Er habe seine IM-Aufgaben übererfüllt.“[159]
- Der Politiker Ronald Maaß (Die Linke), der im Jahr 2007 Landrat in Anhalt-Bitterfeld werden wollte und mit 45,6 Prozent in die Stichwahl kam, bevor er unterlag, war im Jahr 1981 als „GMS Rolf Kramer“ aktiv.[160]
- die Politikerin Kerstin Kaiser (Die Linke), studierte an der Arbeiter-und-Bauern-Fakultät (ABF) in Halle, wo das MfS erstmals Kontakt zu ihr aufnahm. „Selbst als das MfS die Zusammenarbeit nach ihrer Rückkehr aus Leningrad beendet hatte, unternahm sie ausweislich eines Berichtes vom November 1984 Initiativen zur Fortsetzung der Zusammenarbeit mit dem MfS, die wegen ihrer Tätigkeit als Dozentin an der Parteihochschule der SED vom MfS aber nicht aufgegriffen wurde. Im Februar 1988 wurde die Akte geschlossen.“[161]
- Peter Renger (* 1941) wurde 1990 zum Oberbürgermeister von Halle gewählt, trat aber bereits 1991 nach Vorwürfen zurück, Inoffizieller Mitarbeiter der Staatssicherheit gewesen zu sein.
- Der Agrarwissenschaftler Karl-Heinz Bartsch (1923–2003) lieferte von 1967 bis 1989 unter dem Decknamen „Eckart“ als inoffizieller Mitarbeiter Material über westeuropäische Wissenschaftler.

### Überwachte und observierte Personen
- Gegen Wolfgang Hütt (1925–2019) wurde 1956 von der BVfS Halle ein „Operativer Vorgang“ wegen „Aufweichungs- und Zersetzungstätigkeit innerhalb der Universität Halle“ eröffnet. Er setzte am Institut für Kunstgeschichte der Universität Leipzig seine wissenschaftliche Arbeit von 1959 bis 1961 fort. Aber auch in Leipzig wurde er weiterhin observiert. Wegen seines Widerstandes gegen die Pläne im Rahmen des Stadtumbaus, die Paulinerkirche zu opfern, wurde er 1961 aus der SED ausgeschlossen und von der Universität Leipzig gekündigt.
- Jes Möller (* 1961) musste den Beruf eines Gärtners erlernen, da ihm durch das MfS ein Biologiestudium an der Martin-Luther-Universität Halle-Wittenberg verwehrt wurde.
- Hans-Dietrich Genscher besuchte in den Jahren 1974 bis 1989 insgesamt 13 Mal Halle.[162]

## Akten, Literatur und Medien

### Aktensituation und Erschließung

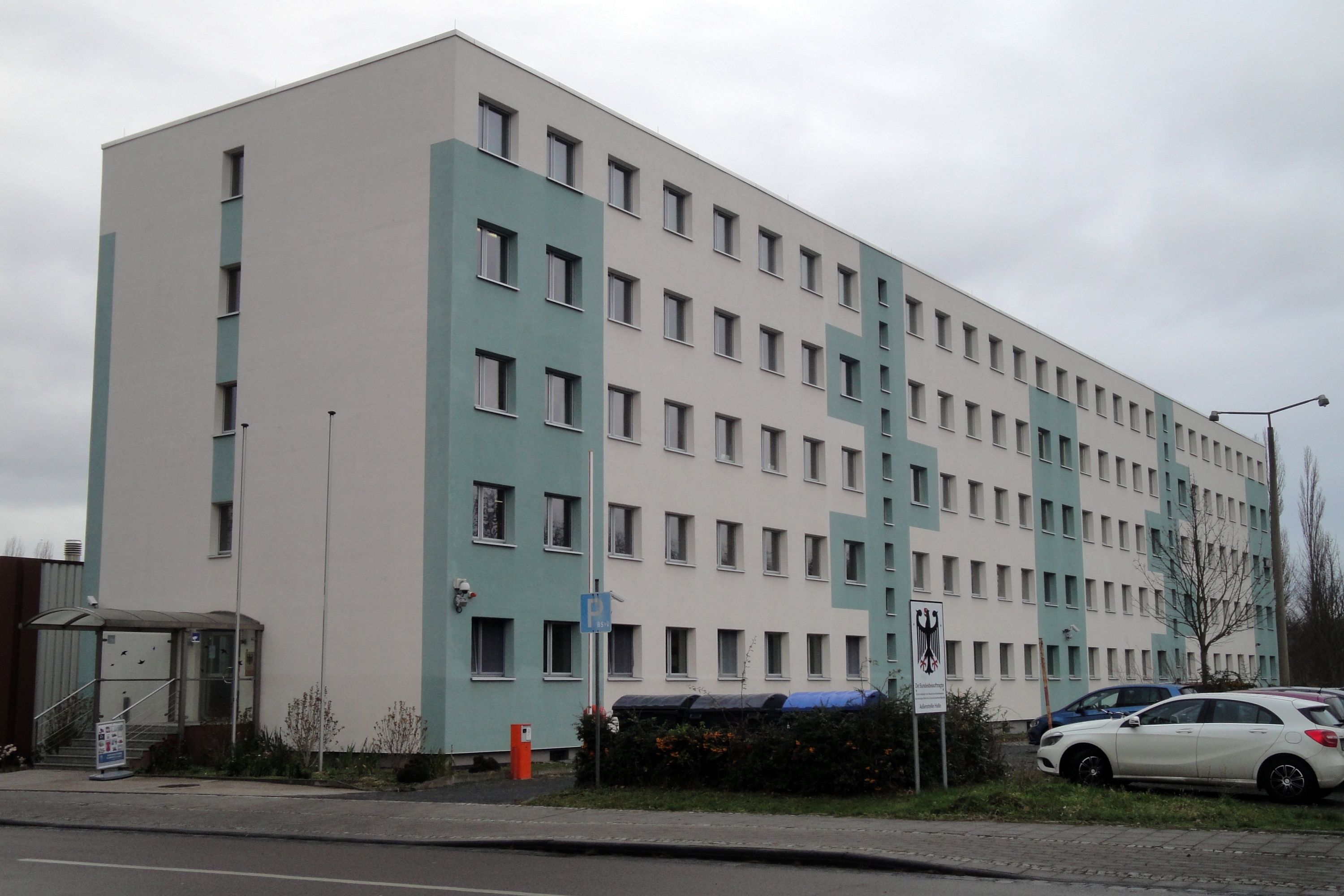
Außenstelle der BStU in Halle, 2015

Im Jahr 2014 übernahm Marit Krätzer die Leitung der Außenstelle Halle des BStU. Sie folgt auf Uta Leichsenring, die seit 2005 die Außenstelle führte. In Halle sind 56 Mitarbeiterinnen und Mitarbeiter zuständig für insgesamt mehr als sieben Kilometer Unterlagen der ehemaligen Bezirksverwaltung und der Kreisdienststellen im Bezirk Halle. Hinzu kommen verfilmte Akten auf mehr als 6.000 Rollfilmen und knapp 85.000 Mikrofiches sowie mehr als 2,3 Millionen Karteikarten. Weiterhin sind 6.230 Karten/Pläne und Plakate der BVfS überliefert. Die Zahl der überlieferten Fotografien (Fotopositive, Fotonegative, DIAs) der BVfS beträgt insgesamt: 116.211 Stück. Die 779 überlieferten Tonaufzeichnungen der BVfS Halle werden in der Zentralstelle des Stasi-Unterlagen-Archivs in Berlin aufbewahrt.
Seit der Eröffnung der Außenstelle im Jahre 1992 sind mehr als 160.000 Anträge auf persönliche Akteneinsicht in Halle eingegangen. Die Unterlagen umfassen Teilbestände der Diensteinheiten der BV sowie die Bestände der Kreisdienststellen, aber auch die von der Bezirksverwaltung archivierten so genannten MfS-Archivbestände der Abt. XII. Zu einigen Diensteinheiten sind zurzeit keine Unterlagen nachweisbar.

### Erlebnisberichte und Originalquellen
- David Fuhrmann: Der Staat als Täter: Wie ein Hallenser ins Visier der Stasi geriet, in: Mitteldeutsche Zeitung vom 31. Januar 2023, eingesehen am 1. März 2024.
- Frank Eigenfeld: Erfahrungsbericht-vom Ende der Staatssicherheit in Halle, eingesehen am 1. März 2024.
- Mitschnitt vom Zerreißen dienstlicher Unterlagen in der Kreisdienststelle Zeitz (Signatur: BStU, MfS, BV Halle, Ka, Nr. 218), Datum: 8. November 1989, Dauer: 6 Minuten, 31 Sekunden.
- Überwachungsfilm der Staatssicherheit von den Demonstrationen am Marktplatz vom 9. Oktober 1989.[167]

### Forschungsliteratur
Die 38 (teilweise vergriffenen) Publikationen der Schriftenreihe „Sachbeiträge“, die oft einen direkten Bezug zur Geschichte der BVfS Halle enthalten, können auf der Webseite der Landesbeauftragten Sachsen-Anhalt als PDF-Datei heruntergeladen werden.
- Peter Boeger, Elise Catrain (Hg.): Stasi in Sachsen-Anhalt. Die DDR-Geheimpolizei in den Bezirken Halle und Magdeburg. Berlin 2016, ISBN 978-3-946572-00-8. (pdf)
- Daniel Bohse: Schrittweiser Übergang. Politische U-Haft in Sachsen-Anhalt zwischen 1945 und 1952, in: ZdF 33 (2013), S. 23–35. (pdf)
- Volker Erdmann: Die Zelleninformatoren der MfS-Bezirksverwaltung (Sachsen-Anhalt. Landesbeauftragte für die Unterlagen des Staatssicherheitsdienstes der Ehemaligen DDR: Sachbeiträge; 8) Halle/Saale: Landesbeauftragte für die Unterlagen des Staatssicherheitsdienstes der Ehemaligen DDR Sachsen-Anhalt 1998.
- Udo Grashoff: Erhöhter Vorkommnisanfall: Aktionen nach der Biermann-Ausbürgerung im Bezirk Halle; eine Dokumentation. Hrsg. vom Zeit-Geschichte(n) e.V. – Verein für Erlebte Geschichte. Halle/Saale: Zeit-Geschichte(n) e.V. 2001. ISBN 978-3-9808120-0-9
- Hans-Joachim Plötze: Das Chemiedreieck im Bezirk Halle aus der Sicht des MfS (Sachsen-Anhalt. Landesbeauftragte für die Unterlagen des Staatssicherheitsdienstes der Ehemaligen DDR: Sachbeiträge; 4). Magdeburg: Landesbeauftragte für die Unterlagen des Staatssicherheitsdienstes der Ehemaligen DDR Sachsen-Anhalt 1997.
- Gerd Stöcklein: Der operative Vorgang „Treffpunkt“ der Bezirksverwaltung Halle des Ministeriums für Staatssicherheit der DDR: „Hetzblätter“ und Hexenjagd von 1978 bis 1980. Hrsg. vom Landesbeauftragte für die Unterlagen des Staatssicherheitsdienstes der Ehemaligen DDR in Sachsen-Anhalt. Magdeburg 2004 (dnb)
- Die Ausweichführungsstelle der Bezirksverwaltung Halle des MfS in Ostrau, hrsg. v. Landesbeauftragten für die Unterlagen des Staatssicherheitsdienstes der Ehemaligen DDR Sachsen-Anhalt. Halle/S. 2000. (dnb)
- Harald Schultze: Stasi-Überwachung der Evangelischen Kirche der Kirchenprovinz Sachsen. Zwischenbemerkungen aus der Sicht der Forschung. Halle/Saale 1995. (pdf)
- Christian Adam, Martin Erdmann (Hg.): Sperrgebiete in der DDR. Ein Atlas von Standorten des Ministeriums für Staatssicherheit (MfS), des Ministeriums des Innern (MdI), des Ministeriums für Nationale Verteidigung (MfNV) und der Gruppe der Sowjetischen Streitkräfte in Deutschland (GSSD), erarbeitet von Horst Henkel und Wolfgang Scholz. Der Bundesbeauftragte für die Unterlagen des Staatssicherheitsdienstes der ehemaligen Deutschen Demokratischen Republik, Berlin 2015, ISBN 978-3-942130-77-6 (pdf), S. 14 und 54 f.

### Medienberichte und Medien
- Steffen Könau: 1992 veröffentlicht. Stasi: 4.500 Namen von Mitarbeitern in Halle veröffentlicht, in Mitteldeutsche Zeitung vom 11. Juli 2019, eingesehen am 1. März 2024.
- Alexander Schierholz: Die Stadt der Spitzel: So sah es in der Stasi-Zentale in Halle aus, in Mitteldeutsche Zeitung vom 23. März 2018, eingesehen am 1. März 2024.
- Aktion „Spurensuche“: So können Sie dem Stasi-Archiv Halle helfen, in: MDR-Fernsehen vom 6. Juni 2022, eingesehen am 1. März 2024.
- Ralf Wendt und Peter Zorn: Digitaler Rundgang durch das Gebäude der ehemaligen Zentrale der Staatssicherheit der DDR in Halle, eingesehen am 1. März 2024.
- Vortrag von Frau Marit Krätzer über Stasi-Unterlagen stößt in Merseburg auf großes Interesse. In: landesarchiv.sachsen-anhalt.de, eingesehen am 1. März 2024.
- Hilfe gefragt bei Operation „Spurensuche“ im Stasi-Archiv Halle. In: Tag24 vom 6. Juni 2022, eingesehen am 1. März 2024.
- MfS Halle – 4500 Namen der STASI-Spitzel wurden veröffentlicht..., Spiegel TV Magazin, Reportage auf YouTube, abgerufen am 1. März 2024., Dauer: 6:50 Minuten
- Demonstrationen am 9. Oktober 1989 in Halle/Saale auf YouTube, abgerufen am 1. März 2024., Dauer: 3:06 Minuten
- Michael Falgowski: Halle: «Nicht eine Stasi-Nase blutig geschlagen». In: Mitteldeutsche Zeitung vom 7. September 2010, eingesehen am 1. März 2024.
- Feierlichkeiten in der Bezirksverwaltung Halle, in Stasi-Mediathek, eingesehen am 1. März 2024.
- Letzte Stasi-Überprüfung Landtag prüft mögliche Stasi-Vergangenheit von Abgeordneten, in: mdr vom 7. September 2023, eingesehen am 1. März 2024.